# 2021

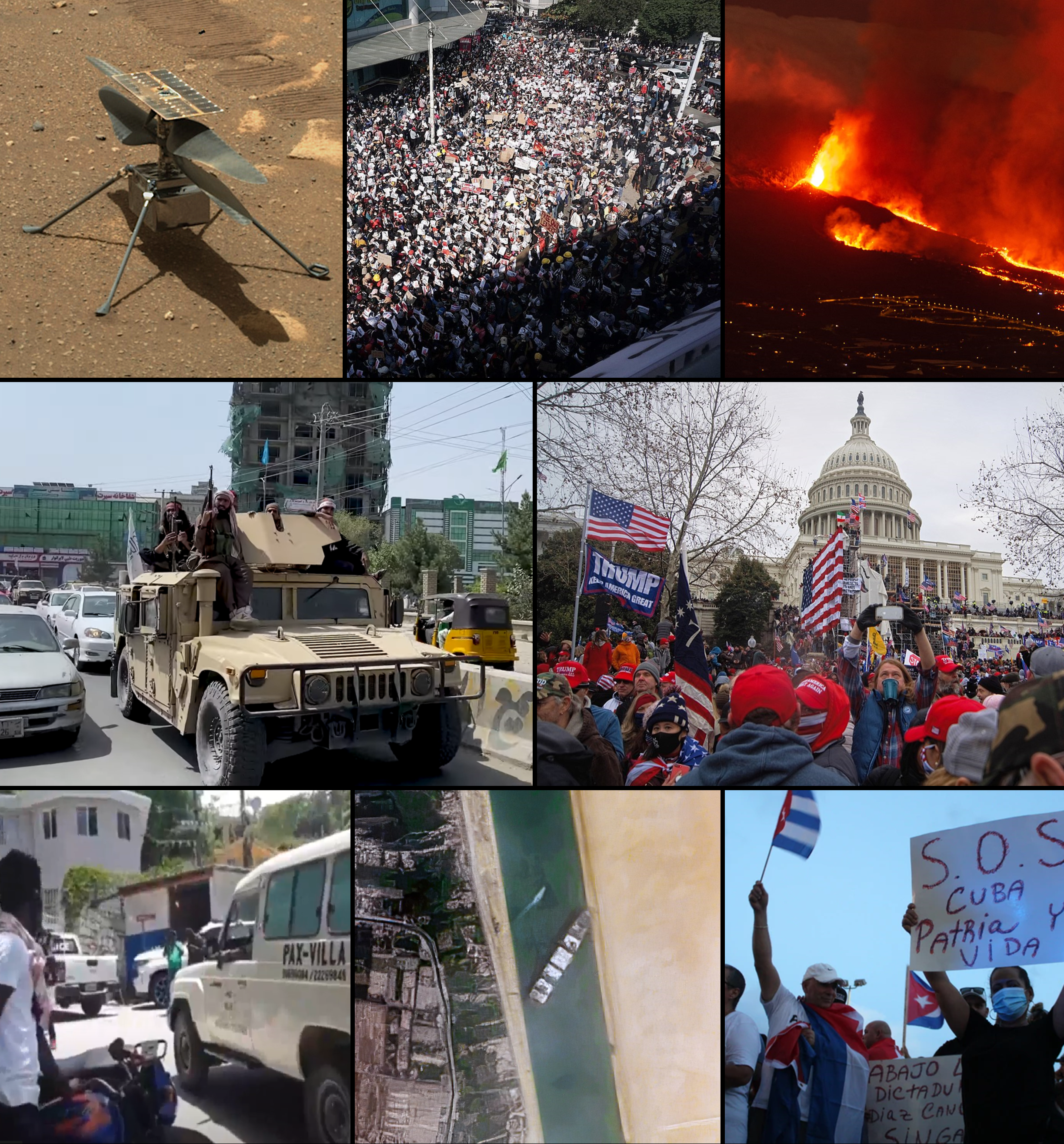
Desde arriba a la izquierda, en el sentido de las agujas del reloj:El helicóptero Mars Helicopter Ingenuity después del despliegue en la superficie de Marte;Manifestantes en Yangon, Myanmar, tras el golpe de estado;vista del volcán de la palma tras su Erupción siendo la más larga registrada en la isla;una Multitud de personas poco después del Asalto al Capitolio de los Estados Unidos el 6 de enero;Protestas en Cuba. Las más intensas desde el Maleconazo en 1994;El buque portacontenedores Ever Given se atasca en el Canal de Suez, bloqueando el envío internacional durante seis días;Una furgoneta trasladando el cuerpo del expresidente Jovenel Moïse tras ser asesinado;Combatientes talibánes en Kabul en un Humvee capturado tras la caída de Kabul en 2021 al final de la Guerra de Afganistán

2021 (MMXXI) fue un año común que comenzó en viernes en el calendario gregoriano, el número 2021 Anno Domini. Fue el vigésimo primer año del siglo XXI y del III milenio, el primer año de la tercera década del siglo XXI y el segundo de los años 2020.
Al igual que el año anterior, 2021 también estuvo fuertemente definido por la pandemia de COVID-19, debido a la aparición de múltiples variantes de COVID-19. El gran despliegue mundial de vacunas contra la COVID-19, que comenzó a finales de 2020, continuó en este año. La mayoría de los eventos importantes programados para 2020 que se pospusieron debido a la pandemia se celebraron en 2021, incluida la Expo 2020 o el Festival de la Canción de Eurovisión 2021, y eventos deportivos como la UEFA Euro 2020, los Juegos Olímpicos y Paralímpicos de Verano de 2020, así como la Copa América de 2021. 
2021 fue testigo del auge de los tokens no fungibles como parte de la economía mundial y de numerosos avances en la exploración espacial, en particular por parte de los Emiratos Árabes Unidos, la NASA y SpaceX, incluido el lanzamiento del telescopio espacial James Webb. También supuso un año en avances como la inteligencia artificial, la transformación digital y se expandió la tecnología móvil 5G. 
Los golpes de estados crecieron en 2021, como en Sudán, Birmania, Malí y Guinea, y también se produjo la caída de Kabul que culminó la ofensiva talibana y llevó la proclamación del Emirato Islámico de Afganistán por segunda vez desde 1996. También hubieron disturbios civiles generalizados en numerosos países, destacando los de Armenia, Rusia, Colombia y Estados Unidos.
El año 2021 fue:
- el Año del Buey, de acuerdo con el horóscopo chino.
- el inicio del Decenio de las Naciones Unidas sobre la Restauración de los Ecosistemas (2021-2030), según la ONU.[1]
- el Año Internacional de la Economía Creativa para el Desarrollo Sostenible, de acuerdo con la ONU.[2]
- el Año Internacional de las Frutas y las Verduras, de acuerdo con la ONU.[3][4]
- el  Año Internacional para la Erradicación del Trabajo Infantil declarado por la Organización Internacional del Trabajo, con el respaldo de una resolución adoptada por unanimidad en la Asamblea General de las Naciones Unidas.[5]
- el Año Internacional de la Paz y la Confianza, de acuerdo con la ONU.[6]
- el Año de la Independencia y de la Grandeza de México, de acuerdo con el Gobierno de México.[7]
- el Año del Bicentenario del Perú: 200 años de Independencia, de acuerdo con el Gobierno del Perú.[8]
- el Año del Bicentenario de la Batalla de Carabobo, de acuerdo con el Gobierno de Venezuela.[9]
- el Año de homenaje al Premio Nobel de Medicina Dr. César Milstein, a 60 años de su regreso a su país natal, de acuerdo con el Gobierno de Argentina.

## Acontecimientos

### Enero
- 1 de enero:

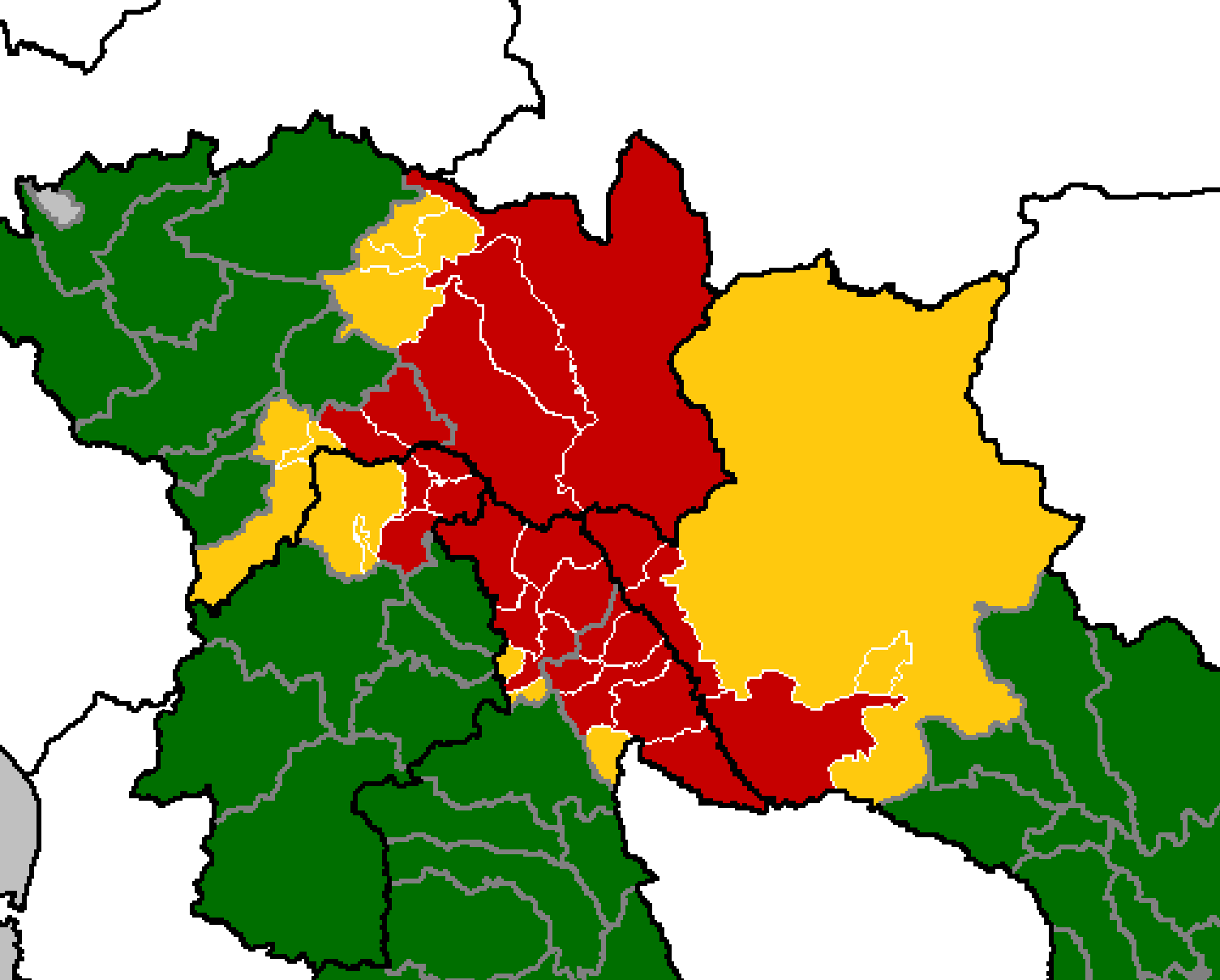
El VRAEM repartido en los actuales departamentos de Cuzco, Ayacucho, Junín y Huancavelica

- - El VRAEM queda totalmente pacificado según los planes del gobierno peruano.[10]
  - Finaliza el período de transición del Brexit.[11]
  - Continúa la Pandemia de COVID-19 con 83,620,974 millones de casos acumulados, de los cuales 65 millones se han recuperado y 1,915,715 millones de personas han fallecido por la enfermedad hasta este punto.[12]
- 2 de enero:
  - Pedro Pierluisi juró y tomó posesión como nuevo Gobernador de Puerto Rico.[13]
  - Más de 100 personas mueren en los ataques terroristas de Tchioma Bangou y Zaroumbey Darey en Níger.[14]
  - La empresa noruega DNV GL se negó a certificar el gasoducto Nord Stream 2 debido a la amenaza de sanciones estadounidenses.
- 3 de enero:
  - Kazajistán finalmente abolió la pena de muerte.[15]
  - En Bogotá, Colombia, se decreta 14 días de cuarentena estricta en las localidades de Suba, Usaquén y Engativá desde el 5 de enero hasta el 18 de enero.[16]
  - En Merseyside, Reino Unido, fallece a los 78 años el vocalista de la banda Gerry and the Pacemakers, Gerry Marsden.
- 4 de enero:
  - Un tribunal de Londres dictamina que Julian Assange no será extraditado a Estados Unidos.
  - El Ministerio de Educación de la Federación de Rusia anunció que no introduciría un uso obligatorio de algún idioma extranjero en el país.[17]
  - Arabia Saudita levanta su bloqueo contra Catar. Esto pone fin a la crisis de Catar que existe desde 2017.[18]
- 5 de enero:
  - Omán confirmó el primer caso positivo de una nueva variante del virus SARS-CoV-2 del Reino Unido.
  - El parlamento iraní aprobó una ley que obliga al gobierno a destruir a Israel para 2041.[19]
  - La empresa estadounidense Tesla, podrá importar vehículos a Israel.
  - El Tribunal Popular de Ciudad Ho Chi Minh condenó al acusado Pham Chi Dung a 15 años de prisión y a los acusados Nguyen Tuong Thuy y Le Huu Minh Tuan a 11 años de prisión por los mismos cargos de elaboración, posesión, distribución o difusión de información. Documentos, artículos destinados a defender el Estado de la República Socialista de Vietnam.[20]
  - Colombia autoriza vacuna de Pfizer contra COVID-19.[21]
- 6 de enero:

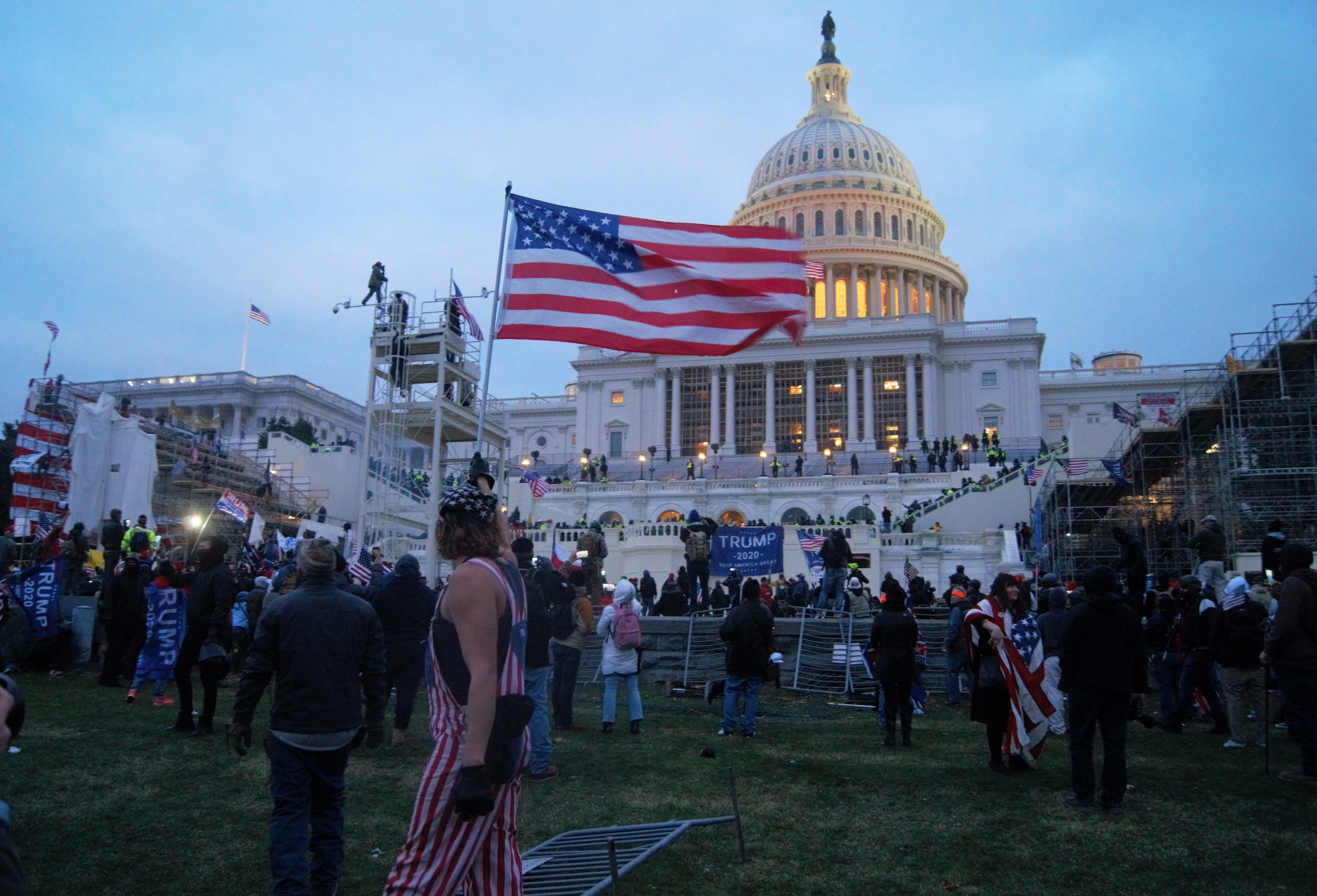
Asalto al Capitolio

- - Manifestantes en apoyo del presidente Donald Trump irrumpen en el Capitolio de los Estados Unidos. Las violentas protestas dejaron 5 personas muertas y 50 arrestados.[22]
  - La policía de Hong Kong arresta a 53 activistas por la democracia bajo la Ley de Seguridad Nacional.[23]
  - Los países árabes levantan el bloqueo a Catar.[24]
  - Sucesos en la Vega en Caracas, Venezuela, un operativo realizado por funcionarios policiales donde murieron 23 personas.[25][26]
- 7 de enero:
  - En Bogotá, Colombia, se decreta cuarentena obligatoria en toda la ciudad a raíz del crecimiento de casos de COVID-19 en la ciudad.[27][28] Se declara cuarentena en Kennedy, Fontibón y Teusaquillo de Bogotá desde el 7 de enero hasta el 21 de enero.
  - Elon Musk se convierte en el hombre más rico del mundo, superando a Jeff Bezos.[29]
- 8 de enero:
  - Perú confirma el primer caso de la nueva variante de coronavirus que surgió en el Reino Unido.[30]
  - China detiene a Lai Xiaomin, expresidente de Huarong, por corrupción.
  - Twitter, Snapchat y Facebook, entre otros, cierran las cuentas de Donald Trump.
- 9 de enero:
  - Un Boeing 737 de Sriwijaya Air, con 62 pasajeros a bordo, que cubría la ruta Yakarta - Pontianak pierde contacto y cae al mar de Java luego de su despegue, en Indonesia.
  - La borrasca Filomena aparece en España.
  - Un gigantesco apagón deja sin suministro eléctrico a todo Pakistán.[31]
  - Se incendia el Puesto Central de Control del Metro de la Ciudad de México, dejando sin funcionamiento 6 líneas y millones de usuarios afectados.
  - Christine Aschbacher dimite como Ministra de Finanzas de Austria.[32]
- 10 de enero:
  - Japón encuentra una nueva variante del coronavirus en viajeros procedentes de Brasil.[33]
  - Alexánder Lukashenko, presidente de Bielorrusia, planea reformar la constitución en 2021.[34]
  - México confirma el primer caso de la nueva variante de coronavirus que surgió en Inglaterra.[35] Se investigan otros 38 posibles casos.
  - El Parlamento de Noruega aprueba otorgar 1600 millones a un proyecto de captura y almacenamiento de CO2.[36]
  - El Reino Unido registra 54 940 nuevos casos de COVID-19 y 563 muertes.[37]
  - Fuerte tormenta invernal dejó al menos 8 muertos y 240 heridos en Japón.[38]
- 11 de enero:
  - Albania inicia la campaña de vacunación contra la COVID-19.[39]
  - Corea del Norte apoya la investidura de Joe Biden.[40]
  - Albania dona vacunas a Kosovo.[41]
  - Los demócratas lanzan otro impeachment contra Trump por incitar a la insurrección.[42]
  - Asturias anuncia nuevas medidas de restricción para el control de la pandemia: el toque de queda será de 22:00 a 06:00 horas.
  - Toda España (salvo Canarias y Asturias) en riesgo extremo por la COVID-19.[43]
  - Sale a la palestra que Sadir Zhapárov habría ganado las elecciones presidenciales de Kirguistán.[44]
  - Antonio Guterres anuncia que aspirará a un segundo mandato como jefe de la ONU.[45]
  - Gran nevada en Japón, con hasta grosores de 88 centímetros.
  - Inundadas seis aulas de la escuela francesa de la Massana.[46]
  - Por primera vez, se activa la luz roja en Berlín por coronavirus.[47]
  - Alemania pone en marcha confinamiento más estricto.[48]
  - Tras la reunión trilateral entre Vladímir Putin, Nikol Pashinyan e Ilham Aliyev, se acuerda desbloquear todos los aspectos económicos y de transporte en el Nagorno-Karabaj.[49]
  - Un meteorito golpea Noruega a 50 000 km/h.[50]
  - La OMS obliga a todos los países a que comiencen la campaña de vacunación, como máximo, en 100 días.[51]
  - En Bogotá, Colombia, la alcaldesa Claudia López decreta cuarentena en las localidades de Kennedy, Fontibón y Teusaquillo desde el 12 de enero de hasta el 21 de enero de 2021 por aumento de contagios.
- 12 de enero:

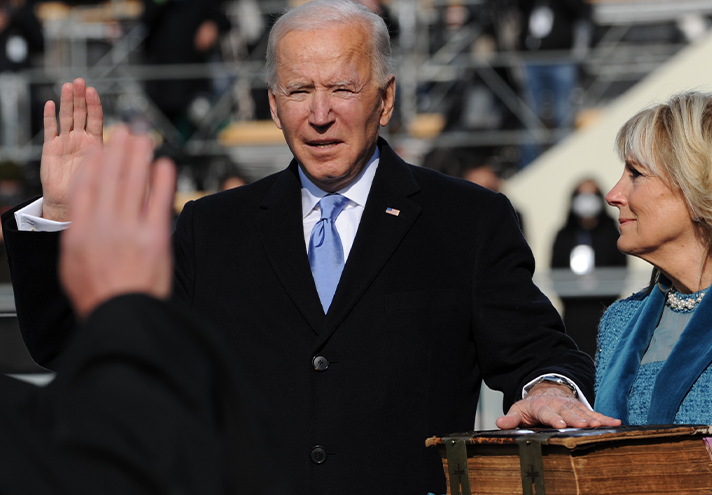
Joe Biden prestando juramento como presidente.

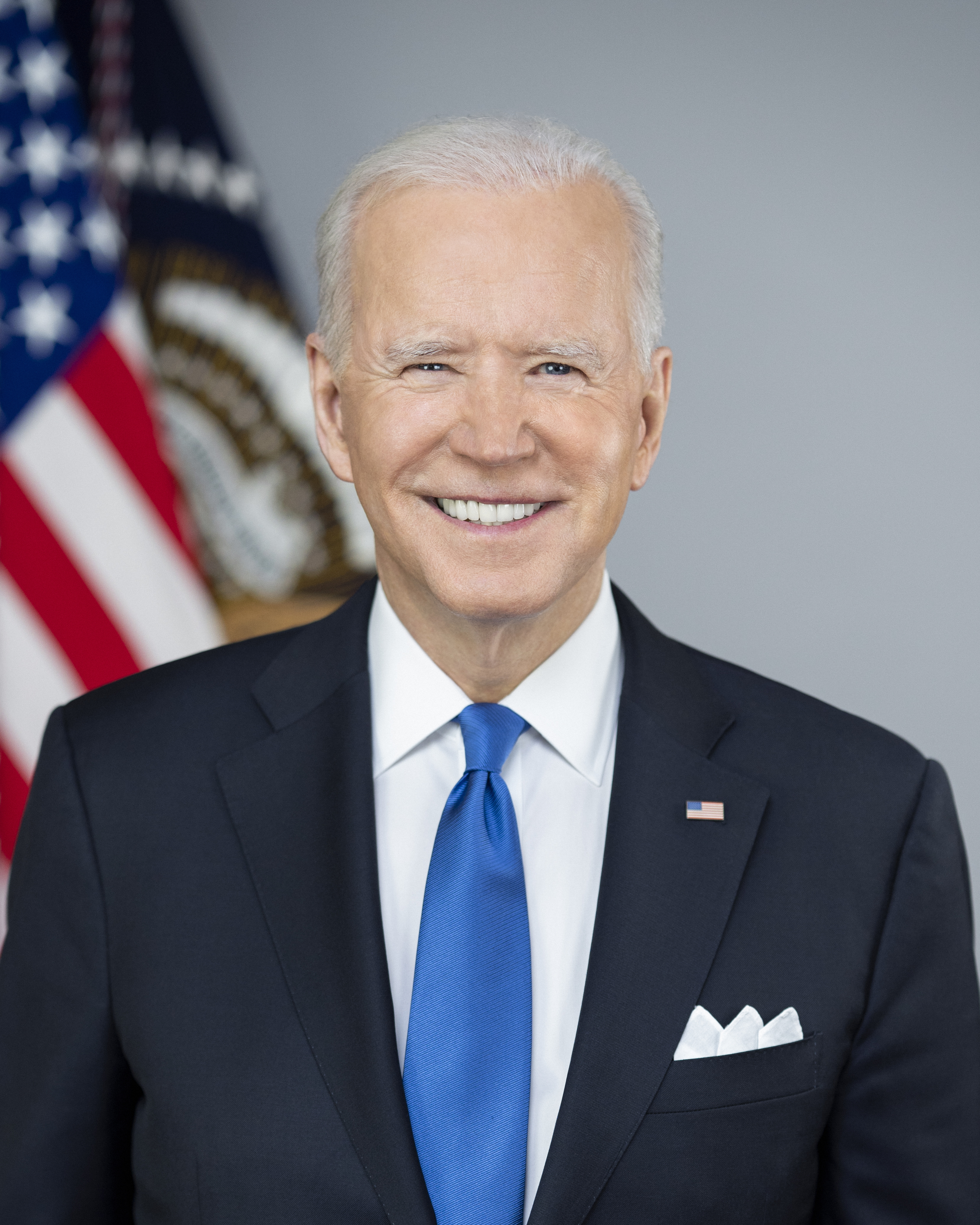
Joe Biden, 46° presidente de Estados Unidos 2021-2025.

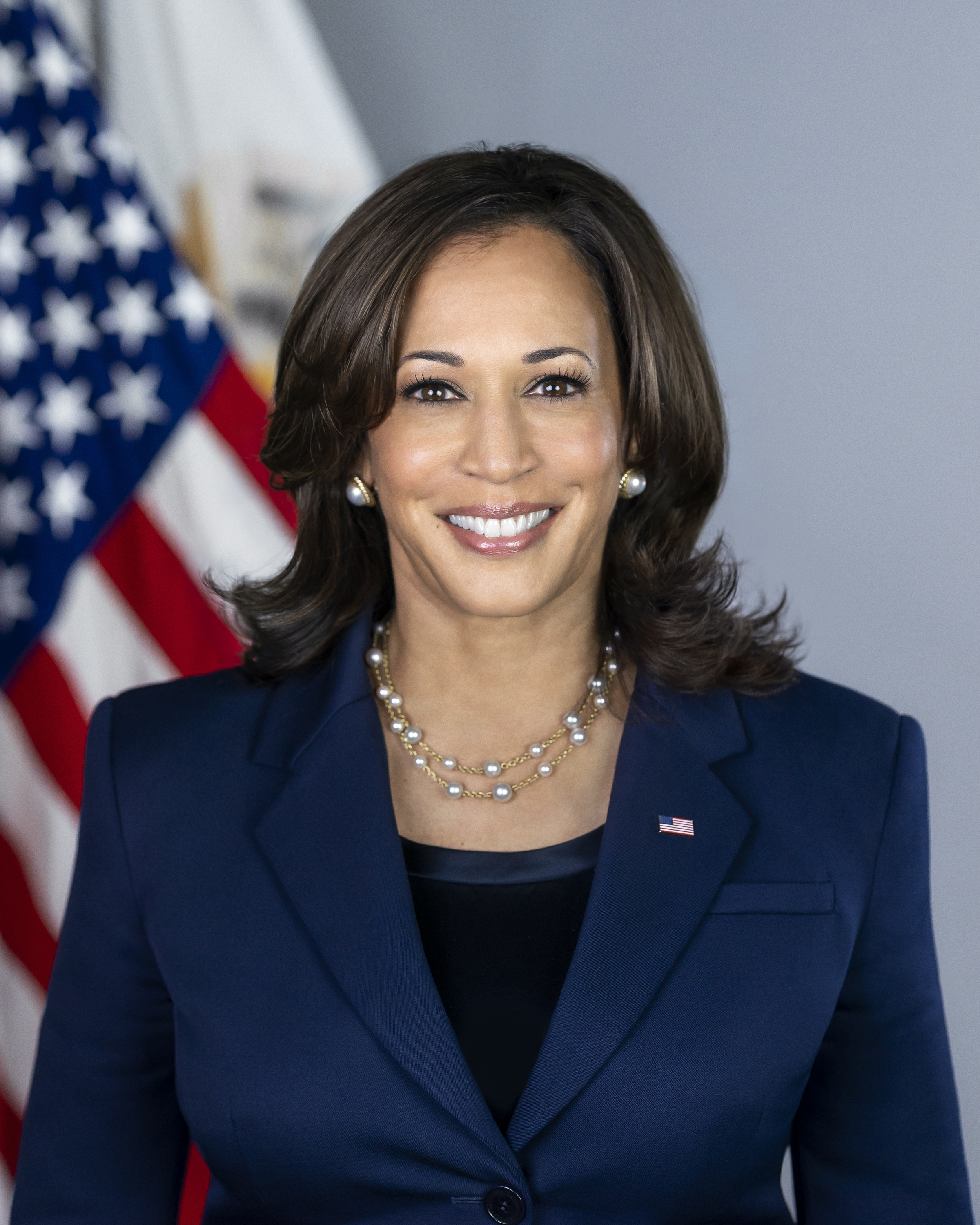
Kamala Harris, 49° Vicepresidenta de Estados Unidos 2021-2025. Primera mujer en ocupar dicho puesto.

- - Finaliza la cuarentena obligatoria en Bogotá, Colombia.[27][28]
  - En Bogotá, Colombia, la alcaldesa Claudia López decreta cuarentena en las localidades de Bosa, Ciudad Bolívar, San Cristóbal, Puente Aranda, Rafael Uribe Uribe y Usme desde el 18 de enero hasta el 28 de enero de 2021 por aumento de capacidad en las UCI's de esa ciudad. También decreta cuarentena en Bogotá entre el 15 de enero y el 18 de enero de 2021.[52][53]
  - En Bogotá, Colombia, la alcaldesa Claudia López decreta levantamiento de cuarentena en Teusaquillo.[54]
  - En Venezuela, cinco representantes de la organización no gubernamental Azul Positivo fueron detenidos cuando una comisión de funcionarios de la Dirección General de Contrainteligencia Militar (DGCIM) intervino su oficina y les hicieron interrogatorios, llevándolos posteriormente a la sede de Maracaibo.
  - Un terremoto de 6,7 sacude la frontera rusa con Mongolia dejando varios heridos.
- 13 de enero:
  - En Lyon, Francia se realiza el primer trasplante de ambos brazos y hombros a un paciente islandés en el Hospital Édouard Herriot.[55]
  - En Colombia, el presidente Iván Duque extiende aislamiento y emergencia sanitaria hasta el 28 de febrero de 2021.[56]
- 14 de enero:
  - En Manaos, Brasil colapsa el sistema hospitalario por la segunda ola de la COVID-19. La ciudad enfrenta una grave falta de cilindros de oxígeno para los enfermos.[57]
  - Se celebraron elecciones presidenciales en Uganda, donde Yoweri Museveni ganó la reelección; la oposición lo considera un fraude.[58]
  - En Pekín, China llega la comisión científica de la OMS para investigar el origen del virus en el país.[59]
  - En Bogotá, Colombia, la alcaldesa indica que la localidad de Tunjuelito empieza cuarentena sectorizada el 15 de enero de 2021 junto a las demás localidades mencionadas anteriormente hasta el 28 de enero de 2021.[60][61]
  - Se lanza el videojuego Lotus Reverie: First Nexus.
- 15 de enero: La cifra de muertes por coronavirus llega a más de 2 millones.
  - Un terremoto de 6,2 sacude la isla de Célebes en Indonesia dejando un saldo de 108 muertos y más de 3.300 heridos.[62]
- 16 de enero: Armin Laschet es elegido líder de la Unión Demócrata Cristiana de Alemania (CDU), para reemplazar a la líder Angela Merkel.
- 17 de enero: El líder opositor ruso Alexéi Navalni es arrestado a su llegada a Rusia procedente de Alemania.
- 18 de enero:
  - Finaliza la cuarentena obligatoria en Bogotá anunciada por Claudia López por altos contagios en la ciudad.[63][64]
  - En Bogotá, Colombia, la alcaldesa Claudia López de nuevo decreta cuarentena total el fin de semana que va desde el 22 de enero hasta el 25 de enero de 2021.[65]
- 19 de enero: El número de muertos por la Pandemia de COVID-19 en Estados Unidos llega a los 400.000
- 20 de enero:
  - Joe Biden asumió como el 46° presidente de Estados Unidos, asimismo, Kamala Harris asume como 49° vicepresidenta de Estados Unidos, siendo la primera mujer en ocupar dicho puesto.
  - En Madrid, España una fuerte explosión de gas en un edificio deja al menos tres muertos y un desaparecido.[66]
- 21 de enero:
  - En la India un incendio en las instalaciones del Instituto Serum (SII), el mayor fabricante de la vacuna de la universidad británica de Oxford y AstraZeneca contra la COVID-19, dejó al menos cinco muertos.[67]
  - En Járkov, Ucrania una residencia de ancianos fue consumida por un incendio que dejó como saldo 15 personas muertas.[68]
  - En Irak un doble atentado suicida reivindicado por el Estado Islámico en un mercado de Bagdad deja como saldo 32 muertos y 110 heridos.[69]
- 22 de enero: Lloyd Austin es confirmado como secretario de Defensa por el Senado de Estados Unidos y el primer jefe negro del Pentágono.
- 23 de enero:

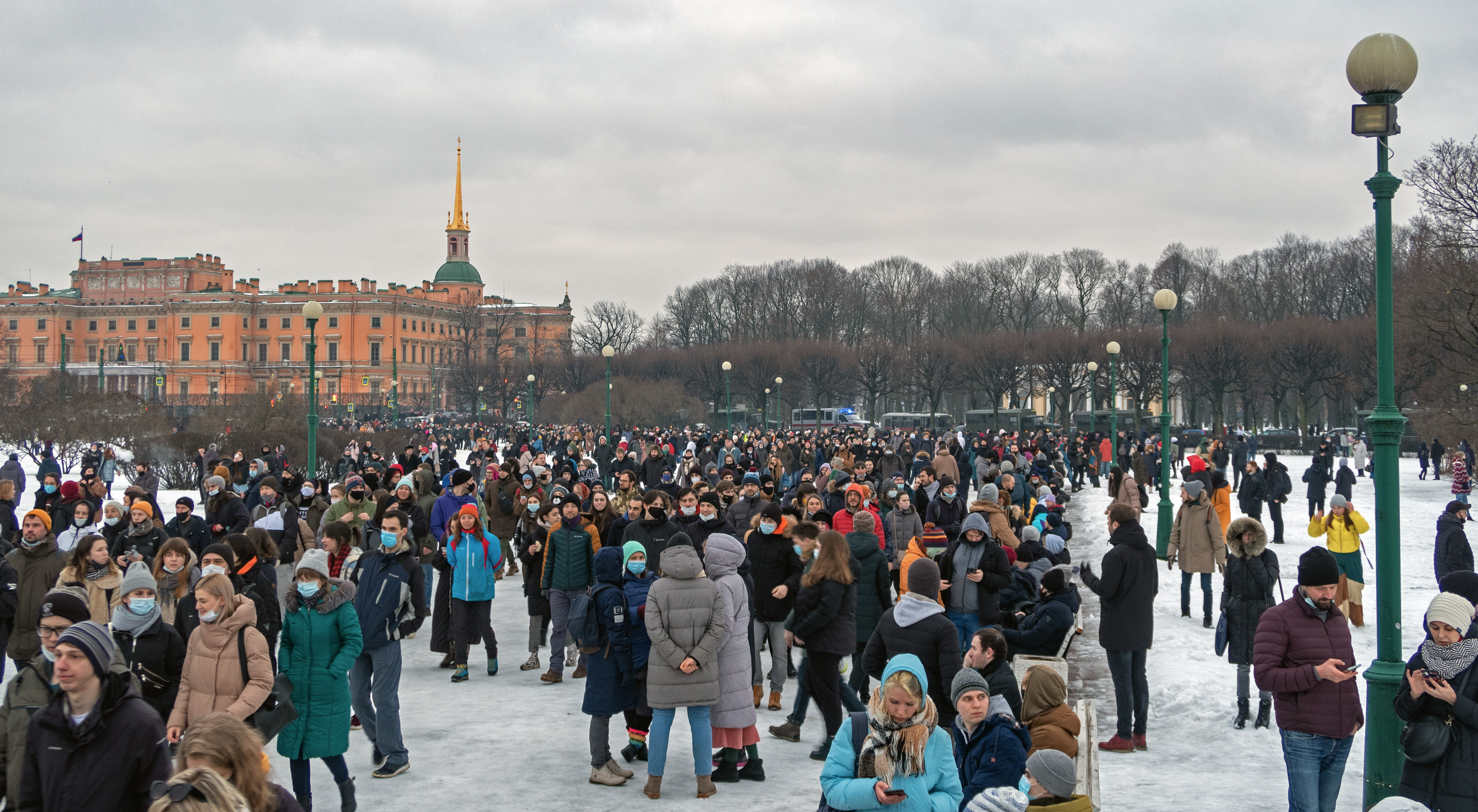
Protestas en Rusia de 2021

- - Se llevaron a cabo concentraciones en apoyo a Alexéi Navalni en varias ciudades rusas, el cual lleva 3400 detenidos.[70]
  - El comerciante argentino Irineo Garzón es detenido e imputado por abuso sexual de una joven venezolana.[71][72]
- 24 de enero:
  - En Países Bajos estallan los disturbios tras las medidas del gobierno sobre el toque de queda.[73]
  - Se celebran elecciones presidenciales en Portugal en las que fue reelecto Marcelo Rebelo de Sousa.[74]
  - En Brasil, una avioneta con parte de la delegación de Palmas Futebol e Regatas se estrella poco después del despegue, fallecen cuatro jugadores, el presidente de la asociación y el piloto de la aeronave.[75]
  - El presidente mexicano Andrés Manuel López Obrador dio positivo por COVID-19.[76]
- 25 de enero:
  - En Shandong, China se rescatan 11 de 22 chinos desaparecidos tras el derrumbe de una mina, se reportaron 10 fallecidos.[77]
  - Finaliza la cuarentena estricta en Bogotá decretada por Claudia López, debido al incremento de pacientes en UCI en dicha ciudad.[78]
- 26 de enero: El número de casos confirmados de COVID-19 supera los 100 millones en todo el mundo.[79]
- 27 de enero:
  - En Bogotá, Colombia la alcaldía de esa ciudad decreta cuarentena en las localidades de Suba, Engativa, Fontibón, Kennedy y Usaquén.[80]
  - En Guayaquil, Ecuador es asesinado el actor ecuatoriano Efraín Ruales a manos de sicarios. Sus restos fueron enterrados en Parque de la Paz de la Aurora, en Daule, Ecuador el 29 de enero.
- 28 de enero:

Logotipo de GameStop

- - En Estados Unidos la empresa estadounidense de servicios financieros Robinhood restringe el comercio de acciones de varias empresas, incluida GameStop, lo que provoca indignación en línea. Los miembros del Congreso, incluidos los representantes de la Cámara, Alexandria Ocasio-Cortez y Rashida Tlaib y el senador Ted Cruz, piden una investigación, y los usuarios de wallstreetbets presentan una demanda colectiva.[81]
  - En Georgia, Estados Unidos una fuga de nitrógeno líquido en una planta de procesamiento de aves deja 6 muertos y 130 heridos.[82]
- 29 de enero:
  - Indonesia supera el millón de contagios acumulados por COVID-19.[83]
  - Vladímir Putin firmó una ley que ratifica un acuerdo que extiende el START III por cinco años.[84]
  - En Holguín, Guantánamo, se estrelló una aeronave de la Fuerza armada cubana dejando 5 muertos.[85]
  - En Colombia, el presidente Iván Duque indica que la vacuna contra el COVID-19 inicia el 20 de febrero en ese país sudamericano.[86]
  - En Connecticut, Estados Unidos, fallece a los 77 años el guitarrista de la banda The Animals, Hilton Valentine.
- 30 de enero: En la Habana, Cuba al menos 10 personas fallecieron en un accidente de autobús en el que viajaban profesores, en una carretera entre La Habana y la provincia de Mayabeque.[87]
- 31 de enero:
  - Tras casi 9 meses sin servicio, reabren el tramo del Tren Ligero de la Ciudad de México, Xochimilco-Estadio Azteca, concluyendo así, a casi 2 años de rehabilitación mayor de dicho sistema.[88]
  - En Somalia un atentado suicida en un hotel de Mogadiscio dejó como saldo 17 muertos y varios heridos.[89]

### Febrero

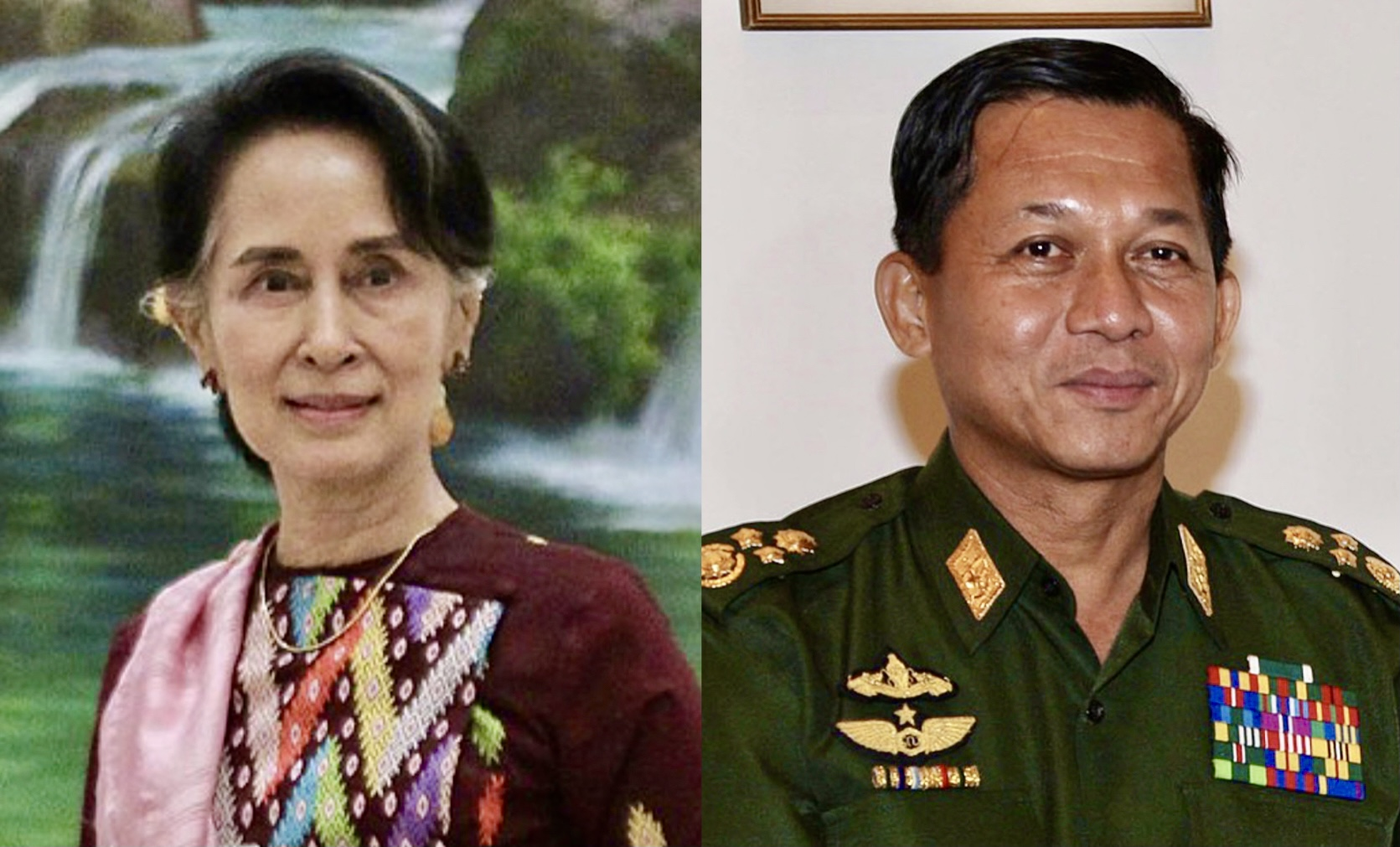
La exconsejera de Estado de Birmania Aung San Suu Kyi (izquierda) y el líder del golpe Min Aung Hlaing (derecha)

- 1 de febrero: En Rangún, Birmania ocurre un Golpe de Estado. El ejército de Birmania arresta a la consejera de Estado Aung San Suu Kyi, al presidente Win Myint y a otros líderes del partido gobernante, se desconecta el Internet y los medios de comunicación y, a través de una transmisión televisiva especial, el ejército decreta el estado de emergencia durante un año y toma el control del Estado, proclamando jefe de Estado al general Min Aung Hlaing.[90]
- 2 de febrero:
  - En Estados Unidos, la Starship, un prototipo de cohete de SpaceX, se estrella al aterrizar.[91]
  - Más de 100 millones de dosis administradas de vacunas contra el COVID-19 en el mundo.[92]
  - En Miramar, Argentina un equipo de investigadores hallaron los restos de un perezoso gigante de más de 3,5 millones de años.[93]
  - En Colombia, la alcaldía de Bogotá pone fin del aislamiento decretada el 30 de enero.[94][95]
- 3 de febrero: Estados Unidos y Rusia extienden su tratado de control de armas nucleares New START por cinco años, el último acuerdo de armas nucleares restante entre los dos países.
- 4 de febrero:
  - República Checa supera el millón de contagios acumulados por COVID-19.
  - China lleva a cabo, lanzamientos de misiles antibalísticos (ABM) para poner a prueba su sistema de defensa antiaérea y su capacidad de interceptar y derribar proyectiles enemigos en pleno vuelo.[96]
- 5 de febrero:
  - En Italia, el volcán Etna entra en erupción[97]
  - Países Bajos supera el millón de contagios acumulados por COVID-19.
- 6 de febrero:
  - En La Esperanza, Honduras, ocurre un asesinato de una joven de 26 años por parte de la Policía Nacional de Honduras.
- 7 de febrero:
  - En Ecuador, se celebran elecciones presidenciales de presidente y vicepresidente de la república en primera vuelta y elecciones legislativas de asambleístas nacionales, provinciales y del exterior, representantes al Parlamento Andino. Andrés Arauz y Guillermo Lasso se disputaron la presidencia en segunda vuelta.
  - En la India las autoridades confirmaron la muerte de 30 personas y 200 los desaparecidos por una avalancha ocurrida por la rotura de un glaciar en el norte del país. Continúan contra reloj las labores de rescate.[98][99]
  - Un terremoto de 6,0 sacude Filipinas dejando varios heridos.
- 8 de febrero: Colombia presenta una ley que regulariza migrantes y refugiados venezolanos por 10 años.[100]
- 9 de febrero: en Washington D. C comienza el 4.º proceso de destitución contra el expresidente de Estados Unidos, Donald Trump, acusado por la mayoría de los demócratas y una minoría de Republicanos de haber incitado y planificado el Asalto al Capitolio del 6 de enero.
- 10 de febrero:
  - En Costa Rica el presidente, Carlos Alvarado, comparece en la Asamblea Legislativa por su presunta responsabilidad en la emisión de un decreto, ya derogado, que incurría en la violación de datos personales.[101]
- 11 de febrero:
  - En las islas de la Lealtad y Nueva Caledonia, un terremoto de 7,7  sacude el Pacífico activando la alerta de tsunami; informaron el Servicio Geológico de EE. UU. Se registran olas de más de un metro de altura.[102][103]
  - China prohíbe la transmisión de BBC World News en su territorio después de que la cadena británica produjera reportajes verdaderos sobre los temas de Xinjiang y el manejo del COVID-19 por parte del Gobierno chino, infringiendo.[104]
  - En Fort Worth, Texas al menos nueve personas murieron en un accidente que involucró a 133 vehículos en una carretera de Texas; afectada por las condiciones climatológicas que ha dejado el paso de un sistema de tormentas de nieve.[105]
- 12 de febrero: Se lanza Super Mario 3D World para la Nintendo Switch plus Bowser's Fury.
- 13 de febrero: En la costa este de Japón, se registra un terremoto de 7,3, cerca de la central nuclear de Fukushima, que deja 3 muertos y 186 heridos.[106]
- 14 de febrero:
  - Fallece el expresidente argentino Carlos Menem.[107]
  - La sonda emiratí Hope capturó hoy la primera imagen de Marte tras entrar hace cinco días con éxito en la órbita del planeta rojo, donde tiene previsto estudiar el clima y la atmósfera para responder a preguntas hasta ahora sin respuesta.[108]
  - El expresidente de los Estados Unidos Donald Trump, es absuelto de su segundo juicio político.[109]
- 15 de febrero: En México ocurre un mega apagón en la zona norte del país dejando sin energía eléctrica a varios estados de la república, esto debido a los efectos de las bajas temperaturas del frente frío 35.
- 16 de febrero:
  - Comienzan manifestaciones y protestas violentas en Cataluña, España en defensa hacia la libertad del rapero Pablo Hasél.
  - En Andhra Pradesh, al sur de la India, un choque entre un camión y un autobús que transportaba peregrinos musulmanes, dejó como saldo 14 muertos.[110]
- 17 de febrero:  El senador Republicano Ted Cruz vuela a Cancún, México con su familia en medio de laOla de frío en América del Norte de 2020-2021 que afectaba al estado de Texas, lo que genera una condena generalizada.
  - Un terremoto de 5,4 sacude el noroeste de Irán dejando decenas de heridos.
- 18 de febrero: El Perseverance aterriza en Marte.
- 19 de febrero: Repercusión mediática tiene lugar en Chile, el Caso Tomasito la desaparición de un niño de 3 años desaparecido misteriosamente a las afueras de la ciudad de Los Ángeles, cuyo cuerpo apareció días más tarde el 26 de febrero, sin encontrarse al asesino.
- 20 de febrero:
  - Estados Unidos deporta a Alemania a guardia de campo de concentración nazi de 95 años.[111]
  - Un avión de la aerolínea United Airlines, hace un aterrizaje de emergencia debido a una falla en uno de los motores del avión, afortunadamente toda la tripulación del avión sobrevivió.
- 21 de febrero: Rusia informa a la OMS de primeros casos de gripe H5N8 en humanos.
- 22 de febrero: En Latinoamérica los canales de Fox Channel son reemplazados por Star Channel y en todos sus canales inician sus trasmisiones tras un anuncio de Disney.
- 22 de febrero: Tras 28 años de carrera, el legendario dúo de música electrónica Daft Punk anunció su separación.
- 23 de febrero: En Ecuador diversos motines en cárceles de Guayaquil, Cuenca y Cotopaxi dejan 79 fallecidos.
- 24 de febrero: La iniciativa COVAX respaldada por las Naciones Unidas comienza a entregar vacunas a países de ingresos medios y bajos con el primer envío de AstraZeneca a Ghana.
- 25 de febrero:
  - Australia adopta la ley que obliga a Google y Facebook a pagar a la prensa por sus contenidos.[112]
  - Joe Biden ordena un bombardeo sobre Siria, provocando 22 muertes, para advertir a Irán de que no tolerará agresiones.
  - En Colombia se prolonga emergencia sanitaria hasta el 31 de mayo y aislamiento no obligatorio hasta el 1 de junio.[113]
  - El ejército armenio pide la dimisión del primer ministro Nikol Pashinián. Pashinián acusa a los militares de intentar un golpe de Estado.[114]
- 26 de febrero: El fabricante de juguetes Hasbro anuncia que el nombre de la marca Mr. Potato Head  se cambiará para que sea de Género no binario.
- 27 de febrero: En Tonalá, México un ataque armado dejó 11 muertos, entre ellos un menor de edad. Al parecer se trataba de trabajadores de construcción que esperaban su pago.[115]
- 28 de febrero:
  - En Colombia muere el reconocido cantante de vallenato Jorge Oñate a los 71 años, víctima de una pancreatitis derivada del COVID-19.
  - En El Salvador se realizaron las elecciones de alcaldes y diputados para el período 2021-2024.
  - Brasil lanza al espacio el Amazonía 1 para vigilar la desforestación del Amazonas.[116]
  - En Libia al menos 41 personas murieron al naufragar el bote neumático en el que viajaba y desde el que habían mandado una llamada de socorro.[117]

### Marzo
- 1 de marzo:
  - En Puerto Príncipe una fuga de 400 presos deja 25 muertos.[118]
  - Marruecos suspende relaciones diplomáticas con Alemania.[119]
- 2 de marzo:
  - En Bolivia al menos 7 personas fallecieron al romperse una baranda en medio de una trifulca estudiantil en el edificio de Ciencias Financieras de la Universidad Pública de El Alto. Los estudiantes cayeron desde una altura de 16.7 metros.[120]
  - En Cochabamba, Bolivia un accidente de autobús deja 20 muertos.[121]
  - En el Condado de Imperial, al sur de California, Estados Unidos un accidente automovilístico entre un camión y un todoterreno dejó como saldo 15 muertos.[122]
  - En Colombia graves enfrentamientos entre guerrilleros disidentes de las FARC y soldados tras un bombardeo militar deja 10 muertos.[123]
- 3 de marzo:  El fiscal general australiano Christian Porter niega la acusación de violación que involucró a una niña de 16 años en 1988.
  - Un terremoto de 6,3 sacude el oeste de Tyrnavos, Grecia, dejando un muerto y varios heridos.
- 5 de marzo: En Nueva Zelanda, se registran dos terremotos de 7,4 y 8,1, activando una alerta de tsunami en varios países del Océano Pacífico y dejando varios heridos.[124][125][126]
  - El papa Francisco viaja a Bagdad (Irak) celebrando en el país una histórica Santa Misa.[127][128]
- 6 de marzo: En Paraguay violentos incidentes dejaron un saldo de 1 muerto y al menos 18 heridos en Asunción. La oposición estudia impulsar un juicio político contra Mario Abdo Benítez.[129]
- 7 de marzo: En una base militar de Bata (Guinea Ecuatorial) se producen una serie de cuatro explosiones que dejan al menos 98 muertos y 615 heridos.[130]
- 8 de marzo:
  - Día Internacional de la Mujer marcado por movimientos sociales feministas alrededor del mundo.
  - Fallece el humorista mexicano Ricardo González Gutiérrez, más conocido como Cepillín
- 9 de marzo: En Túnez 14 migrantes fallecieron y 139 fueron rescatados tras el naufragio de dos embarcaciones frente a Sfax.[131]
- 10 de marzo:
  - Se legaliza el consumo del cannabis en México.[132]
  - Comienza un terremoto político en España, donde una moción de censura en Murcia provocó en plena pandemia la caída del Gobierno de Madrid, uno de los grandes polos económicos europeos, y amenaza con desestabilizar otras regiones como Andalucía y Castilla y León.
  - Se celebra el “MAR10 Day” (Día mundial de Super Mario Bros).
- 11 de marzo: En Reino Unido, la farmacéutica AstraZeneca suspendió la distribución de lotes de vacunas en varios países de Europa y Asia por episodios tromboembólicos entre los casi 5 millones de personas vacunadas.[133]
- 12 de marzo: 8 personas murieron y otras 47 resultaron heridas en un atentado terrorista con coche bomba en Afganistán.[134]
- 13 de marzo: 
  - Fallece el ex-comentarista deportivo británico Murray Walker.
  - En Bolivia arrestan a la exmandataria Jeanine Añez por conspiración y terrorismo relacionados con los sucesos de octubre de 2019 que provocaron la renuncia de Evo Morales.
- 14 de marzo: Comenzaron las Elecciones generales de Honduras de 2021.
- 15 de marzo: Atacantes armados matan al menos a 58 personas en la región de Tillabery, suroeste de Níger, el gobierno declara tres días de luto.
- 16 de marzo:
  - En el estado de Georgia, Estados Unidos diversos tiroteos en tres salones de masajes del área metropolitana de Atlanta dejaron como saldo 8 muertos y 1 herido.[135]
  - Hallan nueva variante de coronavirus en Francia. Hasta el momento, un hospital de Bretaña ha identificado ocho casos de la nueva variante. Según se anunció esta nueva variante del coronavirus SARS-CoV2, es más difícil de detectar por las pruebas clásicas de PCR, aunque también se informó que los síntomas son los mismos a los del COVID-19.[136]
- 17 de marzo: Muere a los 61 años John Magufuli, presidente de Tanzania.
- 18 de marzo: En la ciudad de Coatepec Harinas, México, la banda delincuencial Familia Michoacana lleva a cabo una emboscada, donde mueren 13 policías.[137]
- 19 de marzo:
  - Se reporta la caída a nivel mundial de las redes sociales de Facebook, Instagram, WhatsApp y Twitter, los servidores se restablecieron en la noche.[138]
  - En Goma, República Democrática del Congo por fallos en el sistema de frenos, un vehículo de transporte de mercancías chocó a gran velocidad contra otros tres vehículos, incluidos dos autobuses en total fallecen 25 personas.[139]
  - Al sur y centro de México, a las 21:06 (UTC-6) se activa la alerta sísmica tras registrarse un sismo 5.7 grados con epicentro en Guerrero, afortunadamente no se registró daños ni víctimas.[140]
  - En Moa, Cuba, a las 22:06 (hora local), se produce una fuerte explosión que pudiera estar relacionado con la caída de un meteorito.[141]
- 20 de marzo:
  - Se activa la alerta de tsunami en Japón tras un terremoto de 7,0 con epicentro cercano a Fukushima, este terremoto ocurre apenas 9 días después de cumplirse 10 años del terremoto y tsunami de Japón de 2011. Varias personas resultaron heridas y no se reportan daños.[142]
  - En la Ciudad de México, derivado a un error del sistema, se vuelve a activar la alerta sísmica, siendo esta la segunda en menos de 24 horas y la cuarta vez desde su instalación, que se activa erróneamente, no se reporta incidentes mayores.[143]
- 21 de marzo: Se decreta Toque de queda en Miami Beach, tras registrarse aglomeraciones masivas de turistas sin cubrebocas, y sin respetar las medidas de prevención contra el COVID-19[144]
- 22 de marzo:
  - Fallece el ex-piloto escocés Johnny Dumfries.
  - La variante brasileña provoca un acelerado incremento de hospitalizaciones de personas jóvenes en hospitales de Brasil.[145]
  - Varias escuelas y facultades pertenecientes a la Universidad Nacional Autónoma de México entran en Paro de labores en protesta por la falta de pagos de sueldos al personal docente en diferentes planteles de la universidad.
- 23 de marzo:El Ever Given visto el 24 de marzo de 2021 por el satélite Sentinel-2 de la Agencia Espacial Europea.

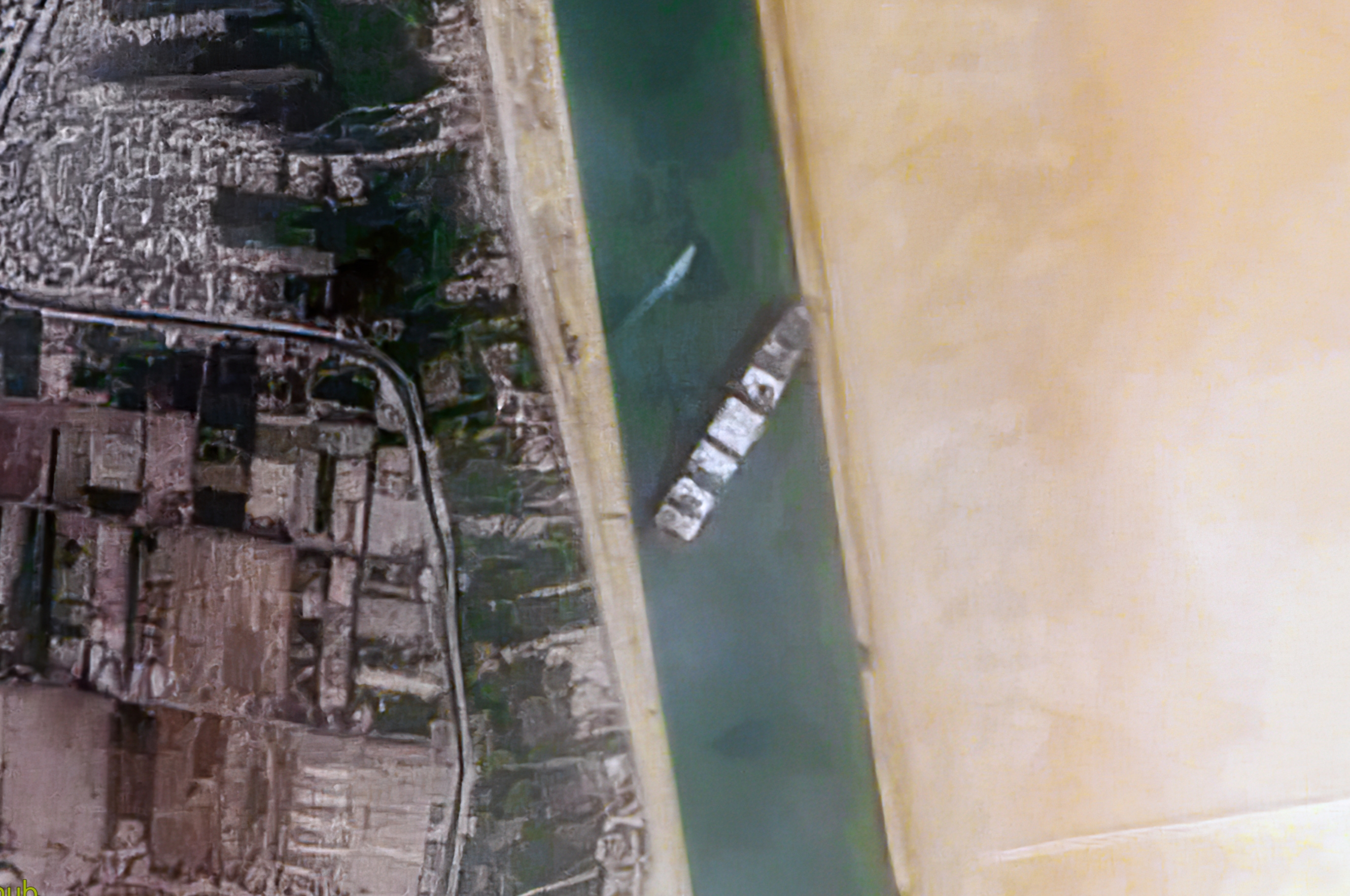
El Ever Given visto el 24 de marzo de 2021 por el satélite Sentinel-2 de la Agencia Espacial Europea.

  - En Estados Unidos un tiroteo en un supermercado de Boulder, Colorado dejó como saldo 10 muertos.[146]
  - En Egipto un portacontenedores taiwanés MV Ever Given encalló provocando la obstrucción del canal Suez por el que circula más del 10 % del tráfico del comercio marítimo mundial.[147]
- 24 de marzo: Comienza las eliminatorias de Clasificación de UEFA para la Copa Mundial de Fútbol de 2022.

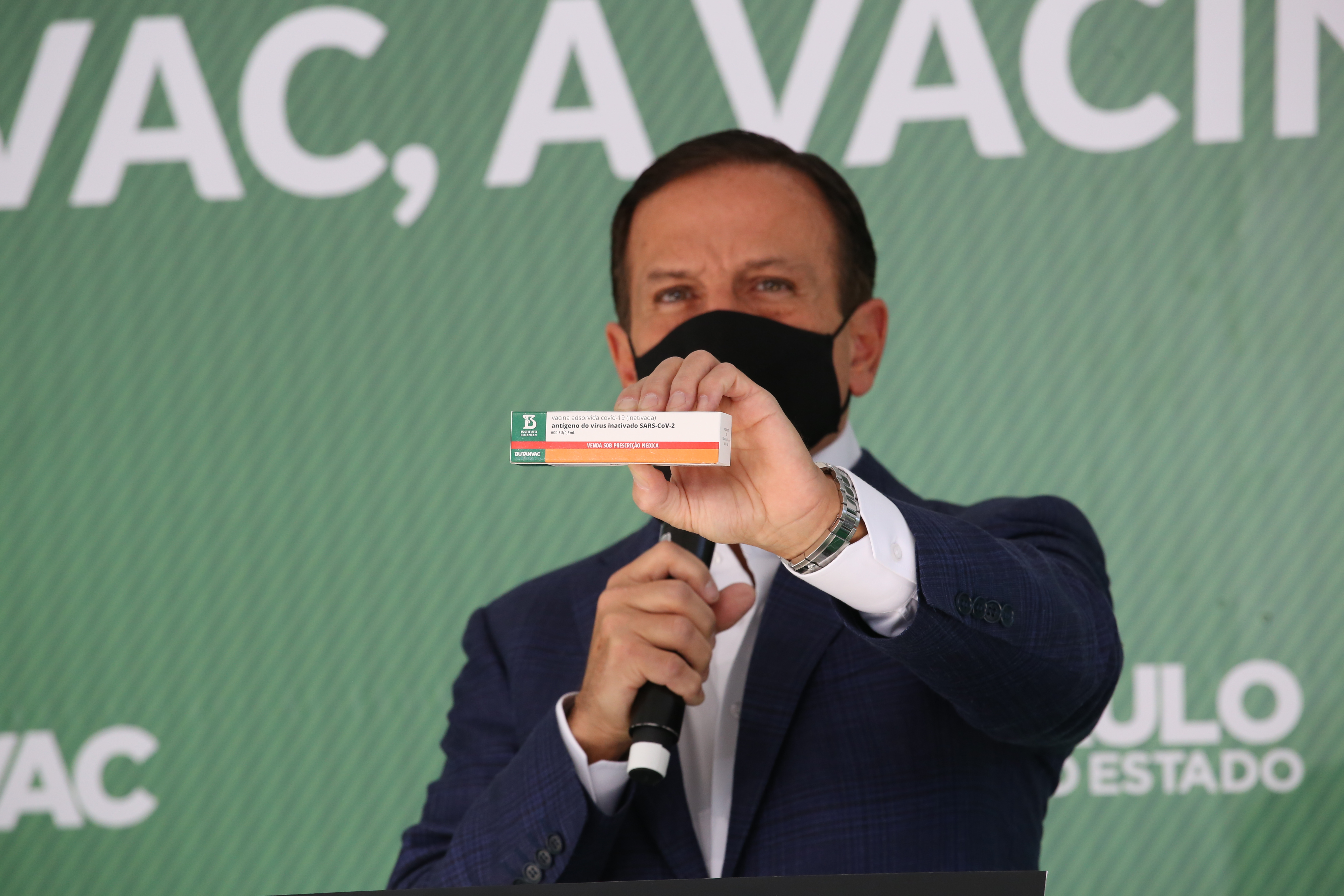
El gobernador de São Paulo, João Doria, con la ButanVac, la primera vacuna brasileña contra la COVID-19.

- 25 de marzo: La India detecta una nueva variante del COVID-19, con una doble mutación, se investiga si esta nueva variante es más contagiosa, o si es más resistente a las vacunas existentes.[148]
- 26 de marzo:
  - El Instituto Butantan de São Paulo anuncia la creación de la ButanVac, la primera vacuna brasileña contra el COVID-19[149]
  - En Tahta, Egipto un choque de dos trenes dejó al menos 32 personas muertas y 66 heridos.[150]
- 27 de marzo:
  - En El Cairo, Egipto al menos cinco personas murieron y 24 más resultaron lesionadas, luego de que un edificio de nueve pisos se derrumbó.[151]
  - El Gobierno de México admitió el sábado en su página web que la cifra real de muertos por la pandemia del coronavirus es de más de 321,000 personas, un 60% más alta que la cifra hasta ahora oficial de 201,429 fallecidos según el número de muertos confirmados hasta el momento con pruebas diagnosticadas, ese número rebasaría los 310,550 muertos registrados en Brasil, posicionando a México como el segundo país con más muertes por COVID-19.
- 28 de marzo: En México una mujer policía asesina de la misma manera que a George Floyd a una inmigrante salvadoreña llamada Victoria Salazar, varias feministas hicieron protestas debido a aquel hecho.
- 29 de marzo: Ocurre la liberación del Canal de Suez tras un severo embotellamiento de 6 días, el desencallamiento del portacontenedores MV Ever Given se produjo a las 13:05 UTC 15:05 (Hora local), tres horas más tarde el tránsito por el canal se reanudara, se estima gran impacto económico tras el incidente.
- 30 de marzo:
  - Fecha prevista para el lanzamiento del Telescopio Espacial James Webb.[152]
  - Se registra un incendio en la zona de la picacho Ajusco en la Ciudad de México, alcanzando distinto puntos de la zona entre ellos, unos metros cerca de la instalaciones de la televisora TV Azteca. Hasta el momento no se registra un incidente mayor.[153]
  - En Babo Genbile, Etiopía 100 personas fallecieron tras sufrir un ataque perpetrado por los grupos terroristas.[154]
- 31 de marzo:
  - El presidente de Estados Unidos, Joe Biden, anula las restricciones de Trump sobre las personas transgénero que sirven en las fuerzas armadas.
  - Fracasa un golpe de Estado en Níger.[155]

### Abril
- 1 de abril: Siete manifestantes prodemocracia son condenados a pena de cárcel por la realización de una reunión no autorizada en Hong Kong, incluidos Martin Lee y Jimmy Lai.
- 2 de abril:
  - En Hualien, Taiwán un tren descarriló, matando al menos a 51 personas e hiriendo a 186 más.[156]
  - En Washington, Estados Unidos un automóvil embistió la barricada norte frente al Capitolio a lo largo de Constitution Avenue, matando a un oficial de policía e hiriendo a otro. El ataque fue realizado por un seguidor del grupo radical Nación del Islam.[157]
- 3 de abril:
  - En El Cairo se realiza el Desfile dorado de los faraones con el que se trasladan veintidós (22) momias, incluidos dieciocho (18) reyes y cuatro (4) reinas desde el Museo Egipcio de El Cairo al Museo Nacional de la Civilización Egipcia.
- 4 de abril:
  - Abre oficialmente sus puertas al público el Museo Nacional de la Civilización Egipcia.
  - En Bangladés el ferry ‘Sabbit Al Hasan', que llevaba 150 pasajeros a bordo, naufragó tras chocar con otro barco mientras navegaba por el río Shitalakhsya; dejando como saldo 34 muertos y múltiples heridos.[158]
- 5 de abril: El ciclón tropical Seroja provoca inundaciones y deslizamientos de tierra en el sureste de Indonesia y Timor Oriental, matando al menos a 113 personas según las autoridades locales.
- 6 de abril: Jeff Bezos, encabeza la lista Forbes de multimillonarios con un patrimonio de $177 000 millones de dólares.
- 7 de abril:
  - En Rock Hill, Carolina del Sur, Estados Unidos, un tiroteo perpetrado por Phillip Adams, un exjugador de la Liga Nacional de Fútbol Americano, dejó seis personas, incluidos dos niños, muertos, mientras que una sexta se encuentra hospitalizada en estado crítico con graves heridas de bala.[159]
  - The Walt Disney Company cierra Blue Sky Studios después de 34 años de existencia, debido al impacto económico de la pandemia de COVID-19 en todos sus negocios, haciendo que no fuera sostenible un tercer estudio de animación.
  - Discovery Kids cambia su nuevo logotipo para celebrar su 25 aniversario del lanzamiento.
- 8 de abril: Se reporta caída de las redes sociales Facebook, WhatsApp e Instagram a nivel mundial.
- 9 de abril: En Windsor, Berkshire, Inglaterra, fallece el Príncipe Felipe Duque de Edimburgo tras 69 años en el cargo de Consorte Real de la Reina Isabel II.

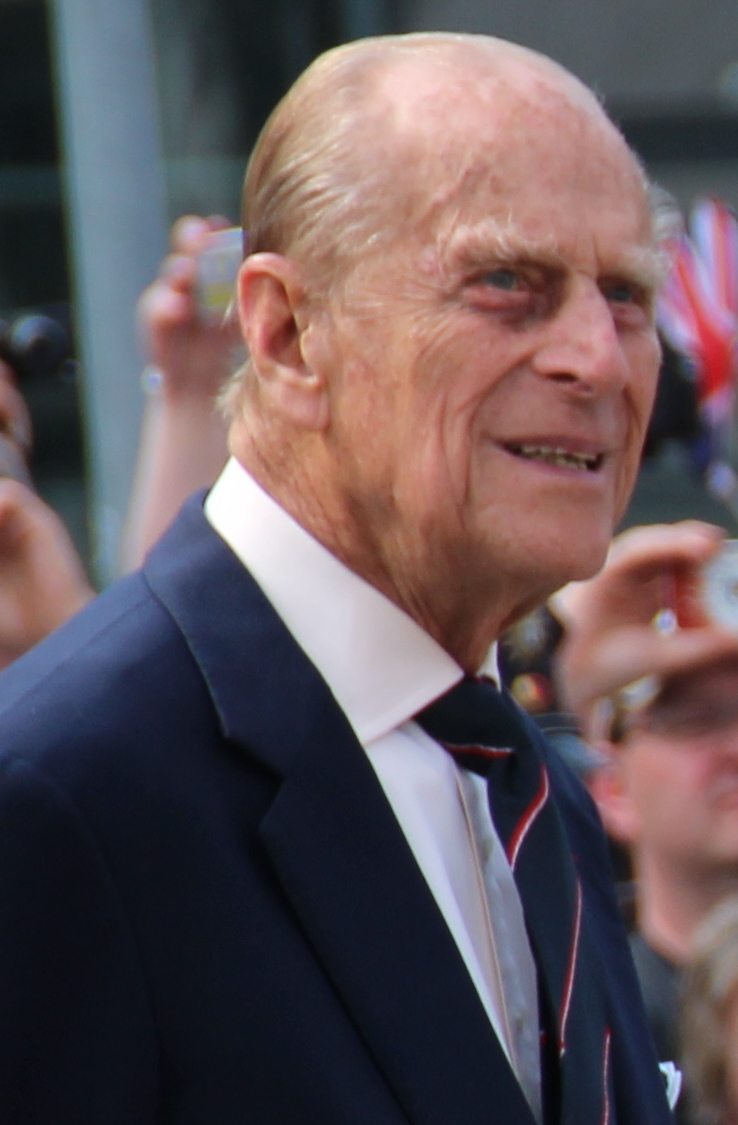
El príncipe Felipe fallece a la edad de 99 años.

- - Fallece el rapero DMX a los 50 años de edad a causa de un Infarto agudo de miocardio.
  - La Bessatsu Shōnen Magazine publica en Japón el último capítulo del célebre manga de Hajime Isayama, Shingeki no Kyojin (Ataque a los Titanes) tras 11 años y medio desde su publicación.
  - La cantautora Taylor Swift saca a la venta Fearless (Taylor's Version), una regrabación de su segundo álbum.
- 10 de abril: China ordena a Alibaba Group que pague una multa récord de 18.200 millones de yuanes (2.800 millones de dólares) después de que las normas antimonopolio aseguraran que la empresa estuviera actuando como un monopolio.
  - Un terremoto de 6,1 sacude la isla de Java en Indonesia dejando 10 muertos y más de 100 heridos.
- 11 de abril:
  - En Ecuador se celebra la segunda vuelta en las elecciones presidenciales. Guillermo Lasso, banquero y empresario, logra la presidencia de Ecuador, derrotando al izquierdista Andrés Arauz.
  - En Perú, elecciones generales.
- 12 de abril: Gran Bretaña afloja sus restricciones de COVID-19 y abre pubs y tiendas después de 175 días, el período de restricciones más largo del mundo.
- 13 de abril: Las autoridades de Estados Unidos., Sudáfrica y la Unión Europea  suspenden temporalmente la administración de las vacunas contra el COVID-19 de Johnson & Johnson después de que seis mujeres desarrollaran coágulos de sangre.
- 14 de abril: En Egipto el descarrilamiento de un tren a las afueras de El Cairo, deja como saldo 11 muertos y 98 heridos; es el tercer descarrilamiento de un tren de pasajeros en menos de un mes.[160]
- 15 de abril: Un tiroteo en una instalación de FedEx en Indianápolis,Indiana, deja ocho muertos y cinco heridos.
- 16 de abril:
  - En Estados Unidos un tiroteo en un almacén de la compañía FedEx en Indianápolis, dejó como saldo 8 muertos y varios heridos.[161]
  - En Cuba, el expresidente cubano Raúl Castro renuncia al cargo de Primer secretario del Comité Central del Partido Comunista de Cuba, dando fin a la era de liderazgo que tenían los Castro desde la Revolución cubana.
- 17 de abril:  El número mundial de muertos por COVID-19 supera los tres millones.
- 18 de abril: Dos personas fallecen en un accidente causado por un vehículo Tesla sin conductor en Texas.
- 19 de abril:  El Partido Comunista de Cuba anuncia que Miguel Díaz-Canel reemplazará a Raúl Castro como líder del partido.
- 20 de abril:  El presidente de Chad durante tres décadas, Idriss Déby, fue asesinado en un campo de batalla que luchaba contra los rebeldes cerca de la capital de Ndjamena.
- 21 de abril: En Indonesia un submarino de la armada que realizaba un ejercicio militar con 53 tripulantes a bordo, se desaparece después de haberse perdido comunicación en el Estrecho de Bali.[162]
- 22 de abril: En el contexto de la Pandemia de COVID-19, en India se reportan cifras récord de contagios diarios, dejando hospitales y crematorios del país totalmente saturados, sin cupo para recibir más pacientes.[163]
- 23 de abril: En la ciudad de Vasai-Virar, en la India, el incendio de un hospital de pacientes COVID, dejó como saldo 13 muertos.[164]
- 24 de abril: En Irak un incendio en un hospital de Bagdad, dejó como saldo 82 muertos y 110 heridos.[165]
- 25 de abril: Se encuentran los restos del submarino de la Armada de Indonesia, que llevaba desaparecido desde cuatro días atrás. Los 53 tripulantes a bordo, fueron declarados muertos.[162]
- 26 de abril:
  - En Burkina Faso dos periodistas españoles y uno irlandés, son asesinados mientras estaban grabando un documental sobre caza furtiva. Se encontraban en una zona de tránsito de distintas organizaciones terroristas islamistas.[166]

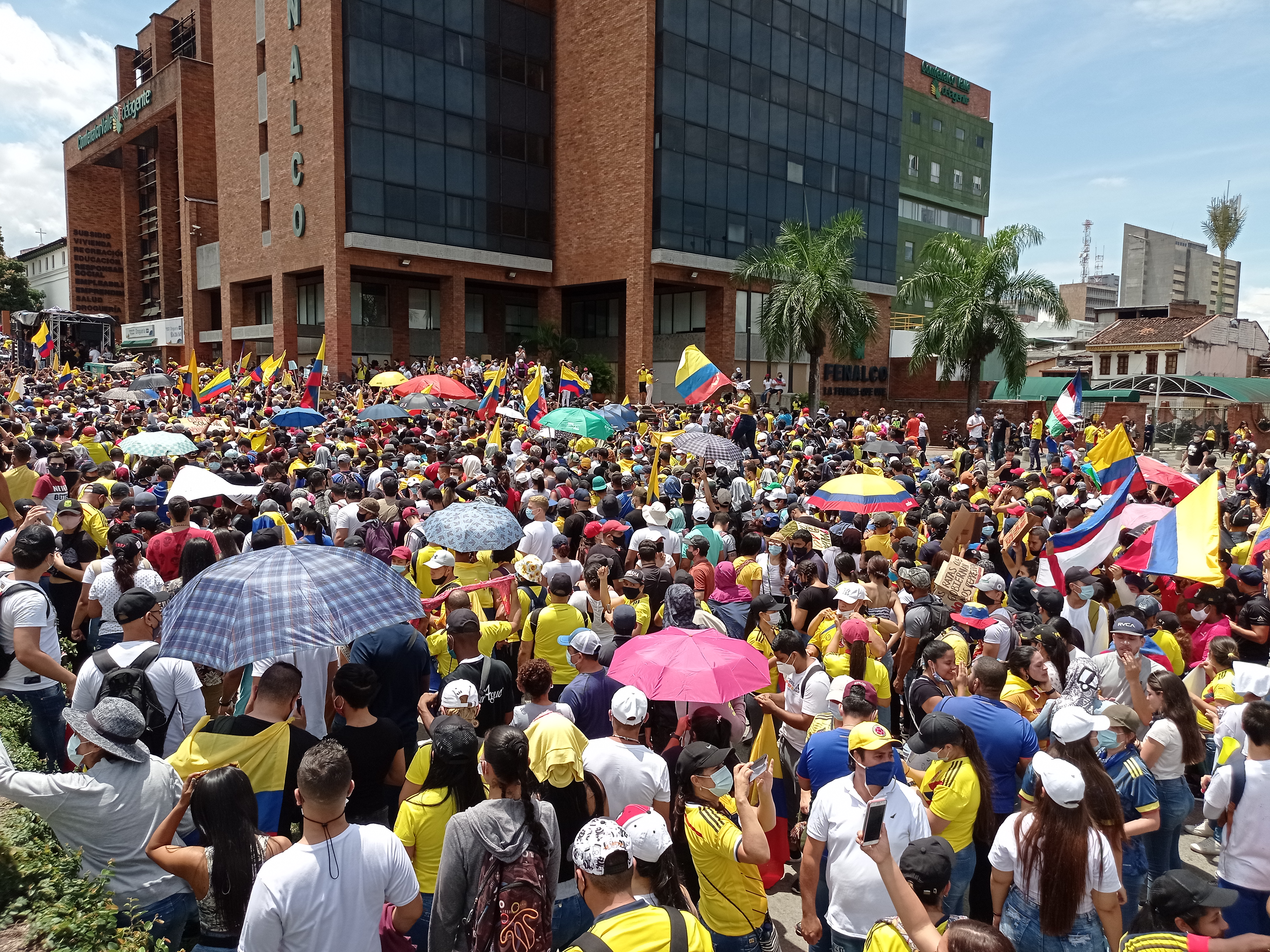
Protestas contra la reforma tributaria en Cali el 1 de mayo de 2021

- - En todo el mundo se pudo ver la Superluna Rosa, en donde la luna llena estuvo más cerca y más brillante.
- 27 de abril: En Chile, el presidente Sebastián Piñera se ve obligado a promulgar un tercer retiro del 10 % de fondos de las AFP, después de no ser acogido su requerimiento por el Tribunal Constitucional.
- 28 de abril: 
  - En Colombia se registran fuertes protestas en casi todas las ciudades del país contra la reforma tributaria presentada por el Gobierno de Iván Duque.[167]
  - Un terremoto de 6,0 sacude el estado indio de Assam dejando 2 muertos y al menos 12 heridos.
- 29 de abril: El número oficial de muertos por COVID-19 en Brasil supera los 400.000, con 3.000 muertes diarias, por debajo de 4.000.
- 30 de abril: En el Monte Meron, Israel una estampida deja al menos 45 muertos y decenas de heridos durante la celebración de Lag Ba'omer.[168]

### Mayo

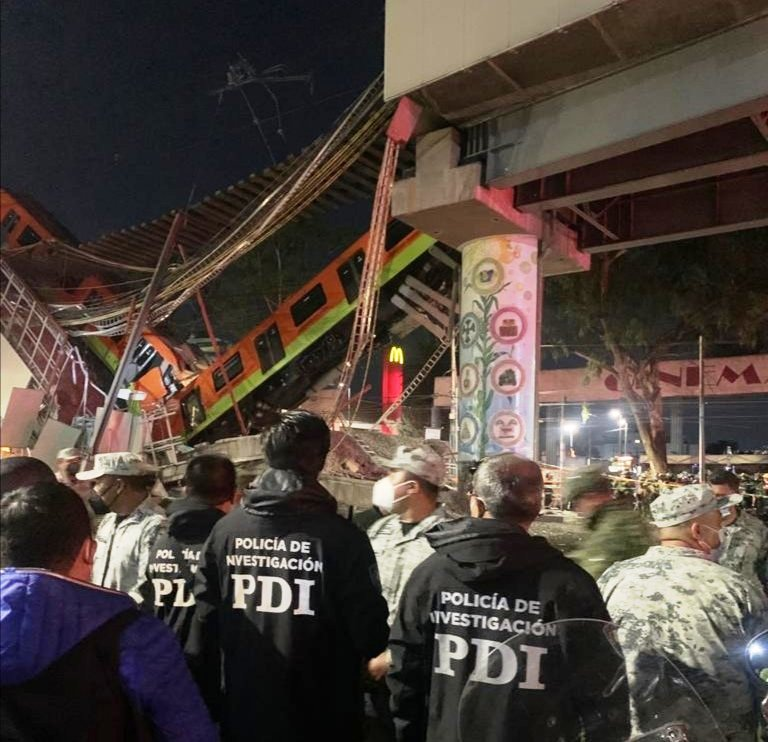
La Línea 12 del Metro de la Ciudad de México sufre un colapso en el tramo elevado el 3 de mayo.

- 3 de mayo: En México se desploma el tramo elevado de la Línea 12 del Metro de la Ciudad de México, descarrilando dos vagones, con al menos 27 personas muertas y 80 personas heridas. Es considerado como el segundo peor accidente en la historia del Metro de la Ciudad de México.[169]
- 4 de mayo:
  - En Colombia: El grupo activista Anonymous hackea las tres páginas web del gobierno de Colombia ejército nacional, senado y presidencia.[170]
  - Elecciones a la Asamblea de Madrid.
  - Finaliza globalmente sus operaciones el sitio web de Yahoo! Respuestas después de anunciarse su clausura, el 6 de abril de 2021.[171]
- 4-6 de mayo: En todo el mundo es visible una Lluvia de estrellas.
- 6 de mayo: En la ciudad estadounidense de Houston (Texas), el oleoducto Colonial Pipeline sufrió un ciberataque del ransomware ruso DarkSide, lo que provocó que el operador cerrara toda su red y afectara al suministro de combustible de la costa este del país.[172]
- 8 de mayo: En Afganistán un atentado terrorista en un colegio de niñas en Kabul, dejó como saldo 68 personas muertas y 165 heridos.[173]
- 9 de mayo:
  - A las 03:30 (hora UTC), los restos del cohete chino Larga Marcha 5 cayeron en el océano Índico, al oeste de las islas Maldivas, impactando gran parte de su fuselaje en este último.[174]
  - En Estados Unidos un tiroteo en una fiesta en Colorado Springs dejó un saldo 7 muertos, incluyendo al agresor.[175]
- 10 de mayo: Se inicia la Operación Guardián de las Murallas del ejército israelí contra la población civil palestina de la Franja de Gaza.[176]
- 11 de mayo:
- Israel ataca la Franja de Gaza con ataques aéreos mientras Hamás aumenta el lanzamiento de cohetes. Esto se produce tras las tensiones por el posible desalojo de varios palestinos debido a una disputa de propiedad de larga data en el barrio de Sheikh Jarrah de Jerusalén Este.[177]
- En Kazán (Rusia) se produce un tiroteo en una escuela que dejó nueve fallecidos (siete estudiantes y dos adultos), así como 21 personas heridas.[178]
- 16 de mayo:
  - En Chile: elecciones municipales, de gobernadores regionales, y de convencionales constituyentes, cambiadas de fecha debido a la pandemia de COVID-19. Serán efectuadas durante dos días (15 y 16 de mayo).
  - Se realizó la 69° edición del certamen Miss Universo en Hollywood en Florida, Andrea Meza se convierte en la tercera mexicana en conquistar el título.
- 17 de mayo: En Ceuta (España), se produce la entrada de unos 8.000 inmigrantes irregulares procedentes de Marruecos. El Ejército Español se despliega en la ciudad autónoma para detener la entrada masiva de personas y garantizar la seguridad.[179]
- 18 de mayo: En Apure (Venezuela) muere en enfrentamiento entre bandas ilegales el guerrillero colombiano Jesús Santrich.[180]
- 21 de mayo: Un terremoto de 6,1 sacude la provincia de Yunnan en China dejando 3 muertos y 32 heridos.
- 22 de mayo:
  - Final del Festival de la Canción de Eurovisión 2021.
  - En la República Democrática del Congo el Monte Nyiragongo entra en erupción destruyendo parte de Goma y dejando 32 muertos y cientos de damnificados.[181]
  - Un terremoto de 7,4 sacude el condado de Madoi en la provincia china de Qinghai, dejando 33 muertos y más de 300 heridos.
- 23 de mayo: En Italia, la caída de una cabina en un teleférico en Stresa, ha dejado por ahora un total de 14 personas muertas y 3 más seriamente heridas.[182]

- 24 de mayo:

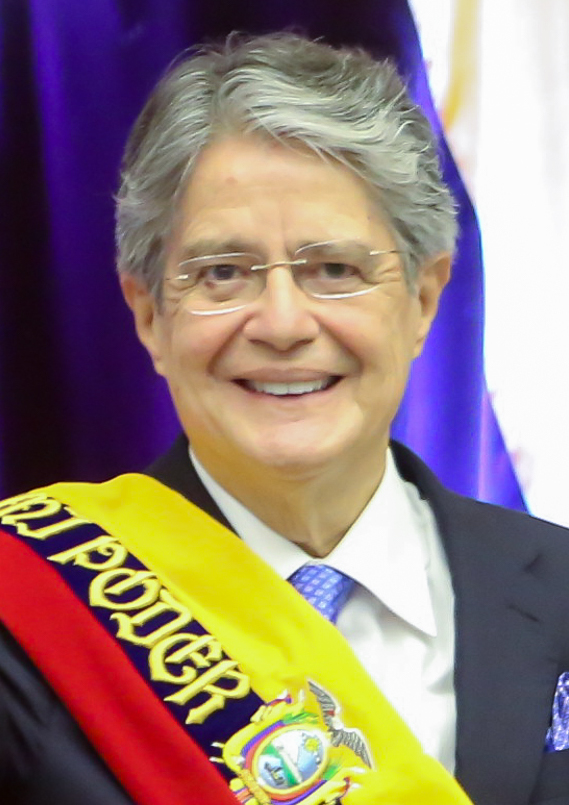
Guillermo Lasso, Presidente del Ecuador 2021-2025.

  - Fallece de cáncer el expiloto y dirigente de automovilismo británico Max Mosley.
  - Un golpe de Estado en Malí destituye del poder al presidente interino Bah N'Daou y al primer ministro en funciones, Moctar Ouane, y restaura el gobierno militar, lo que lleva a que el país sea suspendido de la Comunidad Económica de Estados de África Occidental y la Unión Africana, así como a que Francia suspenda sus operaciones militares en el país.[183]
  - Asunción de Guillermo Lasso como presidente del Ecuador.
  - En Lima, Perú a las 11:00 (hora UTC) aproximadamente, se reporta una tormenta eléctrica nunca antes vista después de aproximadamente 100 años, varias personas salieron alarmadas después de lo sucedido. A su misma vez, en una zona de la ciudad, se registró una lluvia de Granizo.[184]
  - En la zona del VRAEM en Perú un atentado terrorista perpetrado por Sendero Luminoso dejó como saldo 14 personas asesinadas dentro de un bar. Se trata de un atentado con una magnitud nunca antes vista en los últimos 20 años.[185]
  - En una aldea próxima a la ciudad de Beni, en la República Democrática del Congo una masacre atribuida al Estado Islámico dejó como saldo 22 personas muertas, la mayoría decapitadas.[186]
  - Tras sus acusaciones de pedofilia, la banda Megadeth expulsó a su bajista David Ellefson.
- 26 de mayo:
  - Eclipse lunar visible sobre el Océano Pacífico, Oceanía, Asia y partes de Norteamérica.
  - En Estados Unidos, un tiroteo en San José, California dejó como saldo 10 personas muertas incluyendo al agresor.[187]
  - Primera Europa League para el Villarreal, en una final contra el Manchester United, que acabó con un resultado de 11-10 en los penales.
- 28 de mayo: En Colombia se extiende la emergencia sanitaria hasta el 31 de agosto.[188]
- 29 de mayo: En Oporto el Chelsea conquista su segunda UEFA Champions League.
- 30 de mayo: Tras casi 24 años de sequía de títulos, el equipo de fútbol mexicano Cruz Azul, se corona campeón en la final del fútbol mexicano Guard1anes 2021, al imponerse en el marcador global 2-1 ante Santos Laguna.[189]
- 31 de mayo: En Colombia se extiende aislamiento selectivo hasta el 1 de septiembre.[190]

### Junio
- 1 de junio: En Colombia, la policía colombiana extermina a la organización delincuencial Los Caparrapos.
- 5 de junio: En Musquiz, Coahuila en México colapsa una mina de carbón, dejando atrapados a 7 mineros.[191]
- 6 de junio:
  - En México, Elecciones federales.
  - En Perú, se celebró la Segunda vuelta en las Elecciones presidenciales, donde resultó ganador el profesor de izquierda y líder sindical Pedro Castillo, derrotando a la candidata de ultraderecha Keiko Fujimori.
- 10 de junio: Eclipse solar anular fue visible principalmente en Canadá, Groenlandia y Rusia.[192]
- 11 de junio: Comienzo de la Eurocopa 2020.
- 12 de junio: El futbolista danés Christian Eriksen se descompensó durante el partido de Dinamarca vs Finlandia de la Eurocopa 2020 y se lo llevaron de emergencia. Fue dado de alta a los 5 días.
- 13 de junio: Comienzo de la 47° edición de la Copa América 2021 en Brasil.
- 15 de junio: Se presenta la tercera ola de contagios de COVID-19 en México.
- 16 de junio: En Cúcuta (Colombia) el ELN hace explotar un carro-bomba en la brigada 30 del Ejército.
- 21 de junio: Después de año y medio, suspendidos por la pandemia de COVID-19, en México se realiza el primer macrosimulacro de sismo del 2021, la hipótesis fue de un sismo de 8 grados con epicentro en las costas de Guerrero.
- 22 de junio: En Lima, Perú se registra un terremoto de 5,9 que deja varios edificios dañados, un muerto y varios heridos. El epicentro fue Mala.
- 24 de junio:
  - En Miami, Estados Unidos, una parte de un edificio se derrumba causando 78 muertos y varios desaparecidos.
  - En todo el Mundo fue visible la Superluna de Fresa, que al igual que en abril, la luna llena estuvo más cerca y con más claridad.
- 25 de junio: El policía Derek Chauvin, quien asesinó a George Floyd, es condenado a 22 años de prisión.
- 26 de junio:
  - En el Pacífico de México se registra un Huracán, el cual lo llaman "Enrique", está continuando durante estos días y causando temor en la ciudad.
  - Durante una competencia de bicicletas en Francia, una mujer provocó accidentalmente con un cartel la caída de varios ciclistas, muchos quedaron fracturados. La mujer había sido buscada, para ver si pagaba una multa de 1,500 Euros o iba a un año de prisión. La encontraron 4 días después.
- 27 de junio: En Bangladés se registra una explosión de gas, dejando 7 muertos y más de 50 heridos.
- 28 de junio: En Londres, Reino Unido ocurre una explosión y un incendio en un puente.
- 29 de junio: El expresidente sudafricano Jacob Zuma fue sentenciado a 15 meses de prisión por desacato al tribunal.[193]

### Julio
- 1 de julio: En Canadá se registra una ola de calor de hasta 50°, es tan fuerte que llegó al Oeste de Estados Unidos, causó incendios forestales en ambos países. Ha dejado hasta el momento 676 muertos en Canadá y más de 226 muertos en Estados Unidos.
- 2 de julio: 
  - El futbolista Toni Kroos anunció su retiro de la selección de fútbol de Alemania.
  - En Irak se registra una ola de calor de 50° y un corte de electricidad en todo el país.
- 3 de julio: En Japón se registra una serie de lluvias torrenciales, provocando inundaciones.
- 4 de julio: En Filipinas un avión Lockheed C-130H Hercules de la Fuerza Aérea de Filipinas (PAF) se estrelló en Sulu, dejando un saldo de al menos 50 muertos, incluyendo tres personas en tierra.[194]
- 5 de julio: En Tailandia la explosión en una fábrica de productos químicos en las cercanías de Bangkok dejó como saldo 1 muerto, 33 heridos y más de 1,000 personas evacuadas.[195]
- 6 de julio:

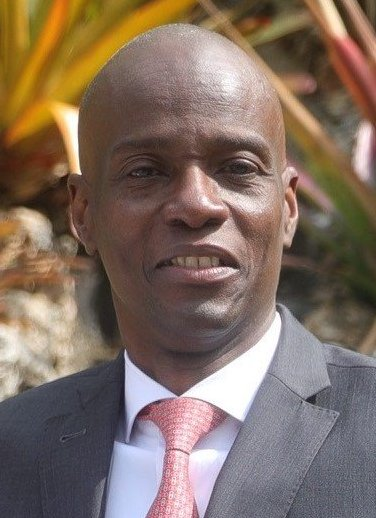
El presidente haitiano Jovenel Moïse es asesinado por mercenarios.

- - En el Krai de Kamchatka en Rusia ocurre un accidente en el Vuelo 251 de Petropavlovsk-Kamchatsky, dejando como saldo 28 muertos y ningún sobreviviente.[196]
  - En la provincia de Ilam al suroeste de Irán se produce una explosión en un campo petrolífero, dejando como saldo 3 muertos y 4 heridos.[197]
- 7 de julio:
  - En Haití el presidente de ese país Jovenel Moïse es asesinado a tiros a la 1:00 a. m. hora local en su casa. La primera dama, Martine Moïse, fue herida y hospitalizada al sur de Florida.
  - Fallece el expiloto y político argentino Carlos Reutemann.
  - En Honduras, El Salvador y Nicaragua hubo un apagón total en los 3 países a las 13:00 horas (hora local).
- 8 de julio:
  - En Bangladés un incendio en una fábrica de alimentos cerca de Daca dejó como saldo 52 muertos y 25 heridos.[198]
  - En Caracas, Venezuela inician los Enfrentamientos en la Cota 905 entre las fuerzas policiales contra las bandas delictivas de 'el Koki' (Carlos Luis Revete), 'el Vampi' (Carlos Calderón Martínez) y 'el Galvis' (Garbis Ochoa Ruíz).
- 10 de julio:
  - Finaliza la Copa América 2021. Argentina derrota a Brasil en el Estadio de Maracaná (Río de Janeiro) por 1 a 0, y rompe la sequía de 28 años sin salir campeón.
  - Comienza la Copa de Oro de la Concacaf 2021.
  - Un terremoto de 5,7 sacude Tayikistán dejando 5 muertos.
- 11 de julio:
  - Final de la Eurocopa 2020. La selección de Italia derrota a Inglaterra en el Estadio de Wembley (Londres), desde los penales consiguiendo su segundo título europeo tras el primer título conseguido en 1968.
  - En Cuba, ocurren multitudinarias protestas contra el gobierno cubano.
- 14 de julio: 
  - En Europa Occidental las inundaciones causan al menos 205 muertes y grandes daños.[199]
  - En Chile entra en vigor una reforma constitucional del año 2017,[200] en la cual se reemplaza la figura del Intendente regional por la de Delegado presidencial regional en las 16 regiones del país, a su vez la figura de Gobernador provincial es reemplazada por la de Delegado presidencial provincial en 40 provincias del país. Cada delegado presidencial es nombrado y removido de su puesto por el Presidente de la República, duran en el ejercicio de sus funciones mientras cuenten con su confianza. Paralelemante asumen en su cargo las nuevas autoridades de las 16 regiones de Chile, conocidas como Gobernadores regionales, los cuales fueron electos democráticamente y que asumen ciertas funciones que antes tenían los Intendentes. De esta manera las 16 regiones del país están encabezadas de manera bicéfala, compuestas por un Gobierno Regional (a cargo del Gobernador elegido democráticamente) y una delegación presidencial (a cargo de un delegado designado).
- 19 de julio: En Perú, Pedro Castillo es proclamado por el Jurado Nacional de Elecciones como presidente electo tras más de 1 mes y medio después de realizarse la Segunda vuelta de las Elecciones presidenciales del 6 de junio.
- 20 de julio: En Zhengzhou (China), las lluvias torrenciales han dejado 73 muertos y graves daños materiales.[201]
- 21 de julio: En Tokio en una sesión llevada a cabo por el COI, se designa a la ciudad de Brisbane, Australia como sede de los Juegos Olímpicos de 2032.[202]
- 22 de julio: fallece el ex-piloto francés Jean-Pierre Jaussaud.
- 23 de julio: Se lleva a cabo la Ceremonia de apertura de los Juegos Olímpicos de Tokio 2020.
- 25 de julio: el presidente tunecino Kais Saied toma formalmente el poder en el país, suspendiendo el parlamento y destituyendo al primer ministro.[203]
- 28 de julio: 

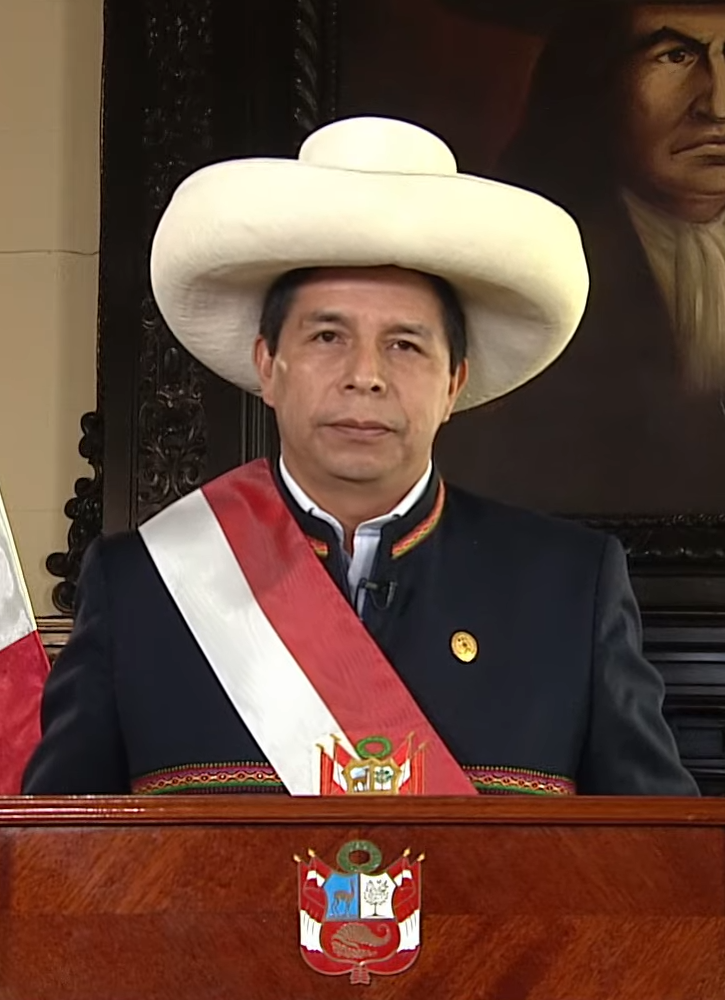
Pedro Castillo, Presidente del Perú 2021-2022.

  - Pedro Castillo, Presidente del Perú 2021-2022.Pedro Castillo asume la presidencia del Perú para el periodo 2021-2026.
  - Un fuerte terremoto de 8,2 sacude la Península de Alaska.
  - Inicia una serie de incendios forestales en Turquía.[204]
- 29 de julio: Paro nacional en Guatemala en protesta al gobierno del presidente Alejandro Gimmattei y exigiendo la renuncia del mismo.[205]
- 30 de julio: En Piura, Perú, se registra un terremoto de 6,2 que derrumba algunos edificios.

### Agosto
- 1 de agosto:
  - En México se realiza la Consulta Popular 2021.[206]
  - En Las Vegas, Estados Unidos finaliza la Copa de Oro de la Concacaf 2021. En el Allegiant Stadium, la selección de Estados Unidos derrota a la selección de México por marcador de 1-0 en tiempos extra, logrando su séptimo título en la competición.[207]
- 5 de agosto: Lionel Messi se marcha del F. C. Barcelona después de 17 temporadas en las cuales ganó 35 títulos.
- 8 de agosto: Clausura de los Juegos Olímpicos de Tokio 2020.
- 9 de agosto: El Grupo Intergubernamental de Expertos sobre el Cambio Climático publica la primera parte del Sexto Informe de Evaluación del IPCC, que afirma que los efectos del cambio climático producido por el hombre actualmente se está "generalizando e intensificando rápidamente".
- 11 de agosto: En las costas de Filipinas se registra un terremoto de 7.1 grados de magnitud.
- 12 de agosto: en las islas Sándwich se registran dos terremotos de 7,5 y 8,1.
  - Un terremoto de 7,1 sacude la isla de Mindanao en Filipinas dejando 1 muerto.
- 14 de agosto: En Haití se registra un terremoto de 7,2, con epicentro a 200 kilómetros al oeste de la capital Puerto Príncipe, que deja un saldo de 2.577 muertos.
- 15 de agosto: 
  - En Wolfratshausen, Alemania, fallece a los 75 años el futbolista alemán y campeón del mundo en 1974, Gerd Müller.

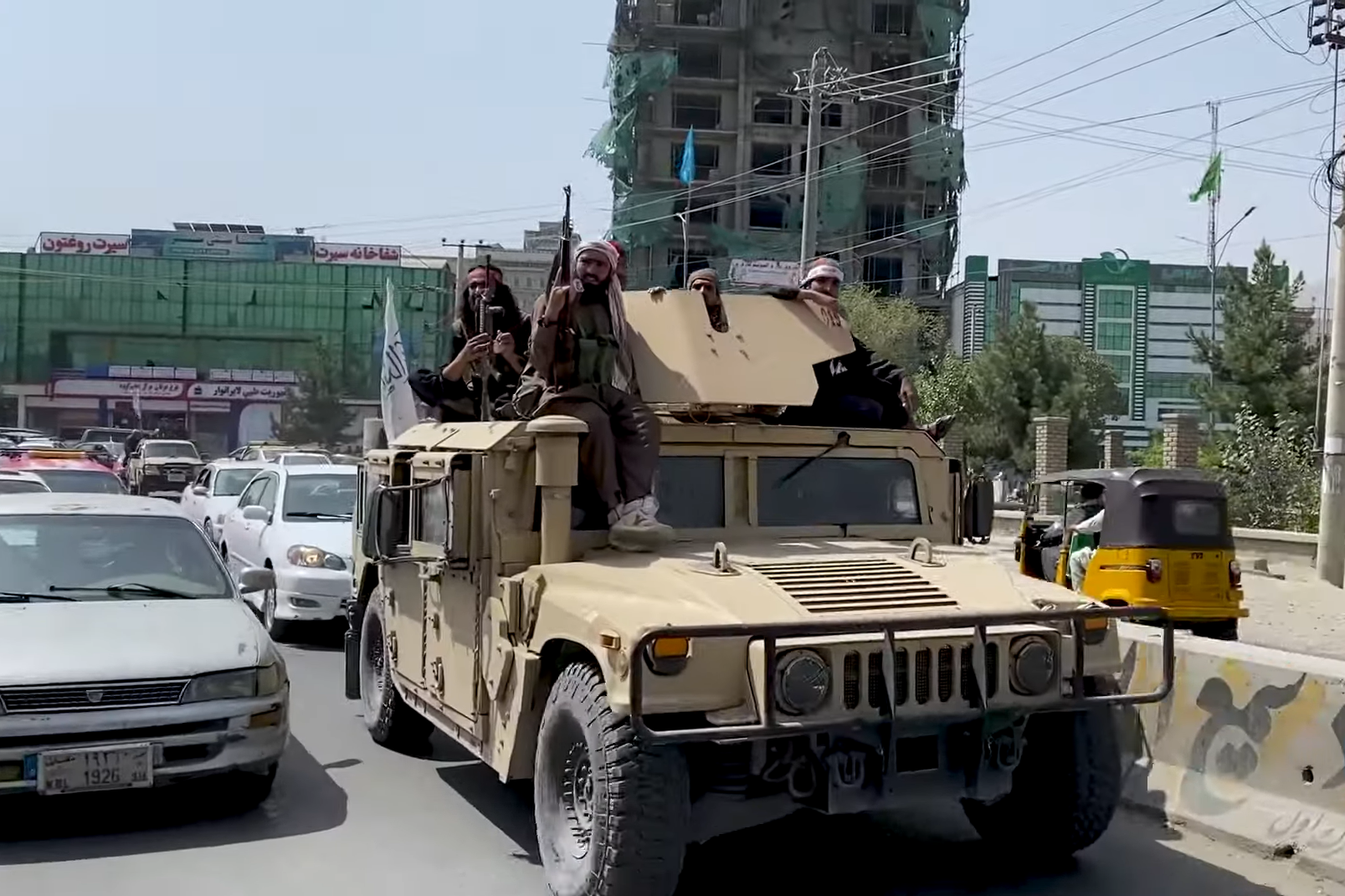
Combatientes talibanes en Kabul en un Humvee capturado tras la caída de Kabul en 2021 al final de la guerra en Afganistán.

  - Combatientes talibanes en Kabul en un Humvee capturado tras la caída de Kabul en 2021 al final de la guerra en Afganistán.En Afganistán, la capital Kabul cae a manos de los talibanes. Era el último territorio regido por el régimen de la República Islámica de Afganistán, en la llamada ofensiva talibán. El presidente Ashraf Ghani huye hacia Tayikistán.[208]
  - En Altalil, al norte de Líbano, el estallido de un camión cisterna cargado de gasolina dejó como saldo 28 muertos y 80 heridos. El suceso ocurrió en medio de una crisis de suministro de combustible que ha paralizado el país.[209]
- 16 de agosto: En la Ciudad de México se registró una explosión en un edificio habitacional en la alcaldía Benito Juárez causada por una posible fuga de gas, dejando un saldo de 29 lesionados y una persona fallecida.[210]
- 17 de agosto: El cantante Bob Dylan es acusado de haber violado a una niña de 12 años en 1965.
- 18 de agosto: En Vanuatu se registra un terremoto de 6,8, que afecta también a las Islas Salomón y provoca una alerta de tsunami.
- 20 de agosto: Cae lluvia por primera vez en Groenlandia en más de 70 años. Se informó que la lluvia también ocasionó que se perdiera siete veces más hielo que el promedio diario para esta época del año.[211]
- 24 de agosto: En Londres, Reino Unido, fallece a los 80 años el baterista de la banda The Rolling Stones, Charlie Watts.
- 26 de agosto: Doble atentado suicida en el Aeropuerto Internacional Hamid Karzai de Kabul, Afganistán, con al menos 183 fallecidos.[212]
- 27 de agosto: A las 18:00 UTC la tormenta tropical Ida se fortaleció, transformándose en huracán, azotando a Cuba.
- 29 de agosto: El Huracán Ida alcanza la categoría 4 en la Escala S.S. mientras hacía su paso por Luisiana, EE. UU., generando graves daños, muertes e inundaciones.
- 30 de agosto:
  - La OMS declara a Mu como variante de interés.
  - Ida se degradó a tormenta tropical 183 fallecidos.
  - El presidente Iván Duque extiende emergencia sanitaria en Colombia hasta el 30 de noviembre.[213]
  - Estados Unidos retira las últimas tropas que le quedan del Aeropuerto Internacional Hamid Karzai, en Kabul, poniendo fin a 20 años de operaciones en Afganistán.[214]

### Septiembre
- 2 de septiembre:
  - Se reporta la caída a nivel mundial de Instagram los servidores se restablecieron en la noche.[215]
  - En Nueva Zelanda, se produce un atentado terrorista en la ciudad de Auckland, hiriendo a 6 personas.

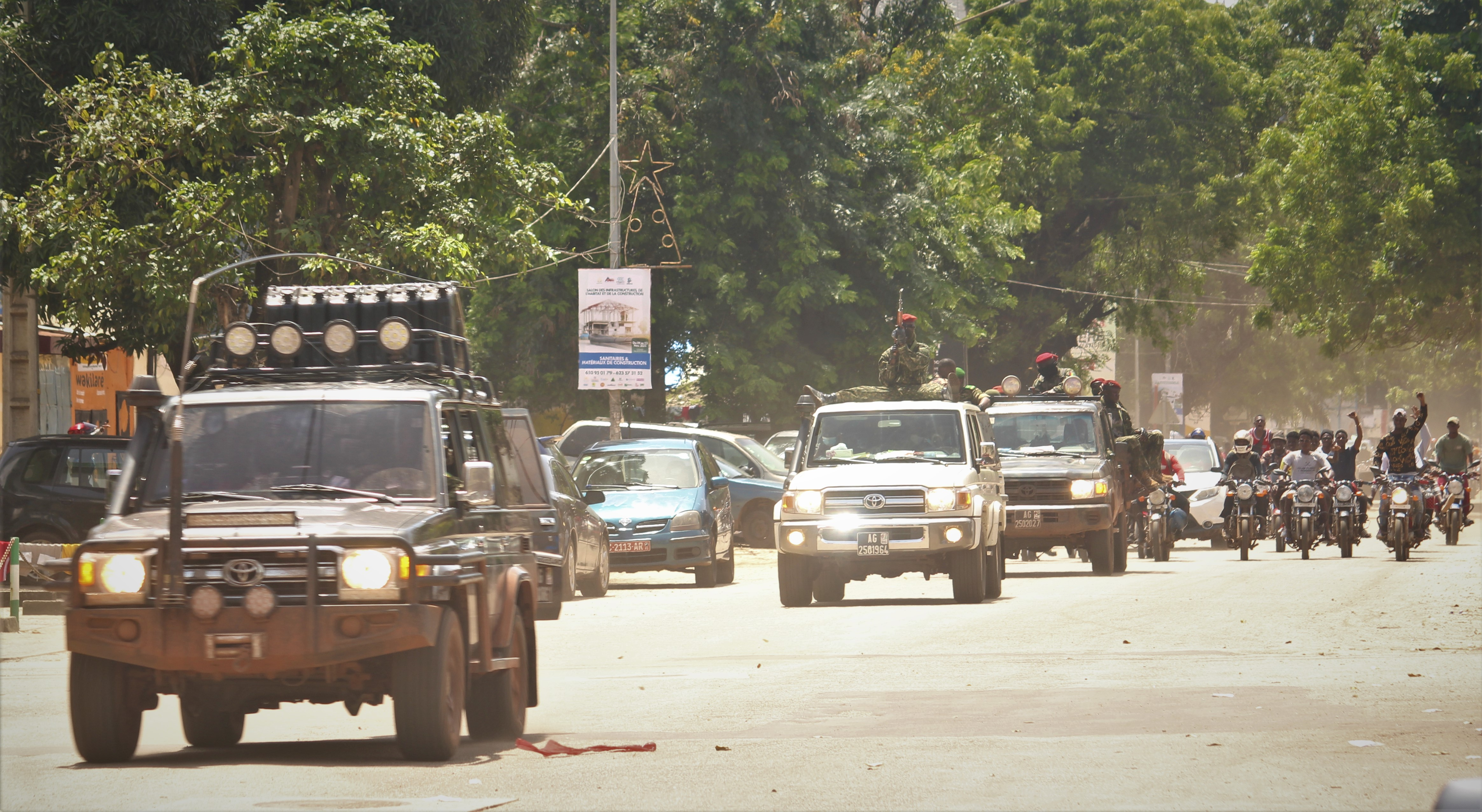
Desfile militar en Kaloum, un día después del golpe de Estado

- Desfile militar en Kaloum, un día después del golpe de Estado5 de septiembre: Ocurre un golpe de Estado en la República de Guinea,  El presidente de Guinea, Alpha Condé, es detenido por una unidad militar de élite dirigida por un exlegionario francés, el teniente coronel Mamady Doumbouya, que afirma haber tomado el poder.
- 7 de septiembre: 
  - Se registra un terremoto de 7,1 en Acapulco de Juárez (México), provocando daños en 16 estados y dejando 13 personas muertas y decenas de heridos.[216]
  - El Salvador se convierte en el primer país del mundo en aceptar Bitcoin como moneda oficial.[217]
  - La Corte Suprema de México falla por unanimidad para despenalizar el aborto en México.[218]
  - En Hidalgo, México, se registra el desbordamiento del Río Tula, provocando una grave devastación en el Valle del Mezquital y dejando un saldo de 15 persona fallecidas.[219]
- 10 de septiembre: En Tlalnepantla (México) ocurre un derrumbe que deja al menos dos personas muertas y otros 10 desaparecidos.[220]
- 11 de septiembre: En la Base Naval del Callao, fallece a los 86 años el terrorista peruano Abimael Guzmán. Su muerte ocurre un día antes de que se cumplieran 29 años de su captura.
- 12 de septiembre: Elecciones Primarias, simultáneas y obligatorias (PASO) legislativas en Argentina, que culminan con una amplia victoria de la oposición al Kirchnerismo en todo el país.
- 13 de septiembre: En Noruega se celebran elecciones parlamentarias.
  - En Estados Unidos se estrena el bloque de programación Cartoonito.

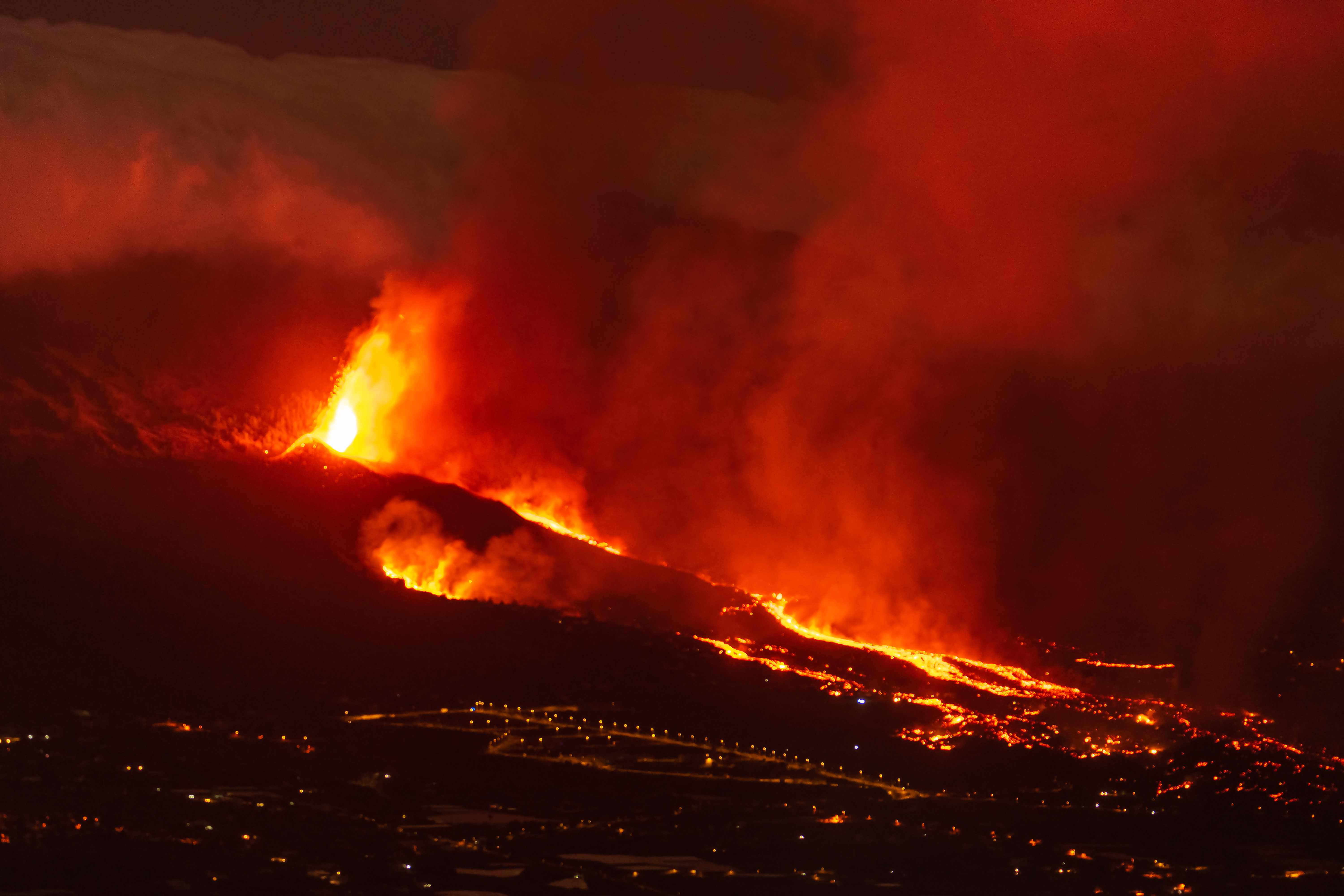
La erupción Volcánica de la Palma el 20 de septiembre de 2021

- La erupción Volcánica de la Palma el 20 de septiembre de 202116 de septiembre: Inspiration4 es lanzado por SpaceX y se convierte en el primer vuelo espacial totalmente civil, con una tripulación de cuatro personas en una órbita de tres días de la Tierra.[221]
- 16 de septiembre: Un terremoto de 6,0 sacude el occidente de Sichuan, China. Dejando al menos 3 muertos y 146 heridos.[222]
- 18 de septiembre: En Marte, la NASA detecta un terremoto de 4,2 con una duración de una hora y media.
- 19 de septiembre: 
  - En Rusia se celebran las elecciones legislativas rusas de 2021.[223]
  - En La Palma, Canarias, una serie de erupciones volcánicas deja más de 6000 personas damnificadas y daños naturales.[224]
- 20 de septiembre:
  - En Kazán, Rusia se registra un Tiroteo en una escuela, matando a 9 personas y dejando 28 heridos.[225]
  - En Canadá se celebran elecciones federales.
- 22 de septiembre: Un terremoto de 5,9 sacude los Alpes Victorianos en Australia.
- 25 de septiembre: En Islandia se celebran elecciones parlamentarias.
- 27 de septiembre: Un terremoto de 6,0 sacude la isla griega de Creta, dejando un muerto y 36 heridos.

### Octubre
- 1 de octubre: La Expo 2020 se celebra por primera vez en Dubái.[226]
- 3 de octubre: el Consorcio Internacional de Periodistas de Investigación (ICIJ, por sus siglas en inglés) y varios socios de medios de comunicación publican un conjunto de 11,9 millones de documentos filtrados de 14 compañías de servicios financieros conocidos como los Pandora Papers, que revelan actividades financieras en el extranjero que involucran a múltiples líderes mundiales actuales y anteriores.[227]
- 4 de octubre:
  - Se reporta la caída mundial de Facebook, Instagram y WhatsApp, siendo esta la peor caída en su historia reciente.[228]
  - La empresa Google lanza el sistema operativo Android 12.
- 5 de octubre: La empresa Microsoft lanza el sistema operativo Windows 11.
- 6 de octubre: La OMS aprueba el RTS,S, el primer candidato para la vacuna contra la malaria.
- 7 de octubre: Un terremoto de 5,9 sacude la prefectura de Chiba en Japón.
  - Un terremoto de 5,9 sacude Pakistán dejando 42 muertos y 300 heridos.
- 9 de octubre: En el Líbano, ocurre un apagón de afectación nacional, debido a la falta de combustible para sus más importantes generadoras eléctricas.
- 12 de octubre: Un terremoto de 6,4 sacude la isla griega de Creta.
- 14 de octubre: Al menos 6 personas murieron y otras 32 resultaron heridas este jueves en Beirut en un intenso tiroteo poco antes del inicio de una manifestación organizada por el grupo chií, Hezbolá.[229]
- 15 de octubre: La aerolínea italiana Alitalia cesa sus operaciones aéreas después de 75 años.
- 16 de octubre: Un terremoto de 4,7 sacude Bali dejando 4 muertos y 73 heridos.
- 18 de octubre: Fallece de COVID-19 el militar, diplomático y político estadounidense Colin Powell.
- 19 de octubre: Accidente aéreo en Houston, Texas (Estados Unidos) de un avión McDonnell Douglas MD-87 con 21 ocupantes a bordo, sobreviven todos sus ocupantes. (Véase Accidente del MD-87 de 987 Investiments LLC)
- 23 de octubre: En Colombia, durante la denominada Operación Osiris, miembros del Ejército y la Policía capturan a Dairo Antonio Úsuga David, alias Otoniel.
- 25 de octubre: Se produce un golpe de Estado en Sudán.  el ejército sudanés lanza un golpe de Estado contra el gobierno. El primer ministro Abdalla Hamdok es puesto bajo arresto domiciliario. El presidente Abdelfattah al Burhan declara el estado de emergencia y anuncia la disolución del gobierno.
- 28 de octubre: La compañía Facebook Inc., propietaria de Facebook, WhatsApp, Instagram, cambia de nombre a Meta.
- 29 de octubre: Fallece en Cuautitlán Izcalli, Estado de México, el actor mexicano Octavio Ocaña, a los 22 años, conocido por haber interpretado a "Benito Rivers" en la serie Vecinos, de Televisa.
- 31 de octubre: En Puebla, México, ocurre una explosón en una toma clandestina de gas en el municipio de San Pablo Xochimehuacan, dejando un saldo de 15 heridos y 3 personas muertas, además de descenas de familias evacuadas y daños materiales.[230]

### Noviembre
- 2 de noviembre: En Estados Unidos, los Bravos de Atlanta ganan la Serie Mundial de 2021, luego de 26 años sin obtener ese triunfo.
- 3 de noviembre: La OMS brinda autorización para uso de emergencia de la vacuna Covaxin originaria de la India; al momento se suministra a mayores de 18 años de edad.
- 4 de noviembre: Se registra un incendio en el interior del Mercado de Sonora ubicado al sureste de la Ciudad de México; se contabilizaron 600 evacuados y 10 locales dañados, así como cientos de animales domésticos resguardados en las calles aledañas tras el incidente, alrededor del mediodía.
- 5 de noviembre: Una explosión de un camión cisterna en el distrito Wellington de Freetown, Sierra Leona causa, al menos, 101 muertos y más de 100 heridos.[231]
- 6 de noviembre: Un accidente automovilístico y posterior incendio en el kilómetro 33 de la autopista México-Puebla, deja un saldo de 19 personas muertas.[232]
- 7 de noviembre:
  - En Nicaragua se realizan elecciones generales.[233]
  - Fallece el actor mexicano Enrique Rocha a los 81 años de edad debido a causas naturales.[234][235]
- 8 de noviembre:
  - En Bolivia, inicia un paro nacional multisectorial en contra de La Ley de Ganancias Ilícitas 1386 y otras leyes, en el primer año de gestión del presidente Luis Arce Catacora.
  - En Ramos Mejía, Argentina, sucede una marcha multitudinaria en contra del gobierno nacional y municipal a raíz del asesinato de un comerciante en manos de delincuentes. La manifestación causó múltiples disturbios,[236] aumentando el clímax de tensión y violencia a grandes escalas. No se registraron personas fallecidas.
  - La cápsula Endeavour de la misión espacial SpaceX Crew-2 amerizó en el Golfo de México, la tripulación estuvo integrada por Robert S. Kimbrough, K. Megan McArthur, Akihiko Hoshide y Thomas Pesquet. Por primera vez una cápsula Dragon reutilizada, fue portada por cohetes Falcon 9 reutilizados.
- 12 de noviembre: La artista Taylor Swift lanza su segunda regrabación: Red (Taylor's Version).
- 14 de noviembre: En Argentina se realizan elecciones legislativas, después de 40 años, el oficialismo pierde mayoría en el senado.
  - Rusia es condenado internacionalmente al testear un arma antisatélite que perjudicó a la Estación Espacial Internacional.
  - Dos terremotos de 6,0 y 6,4 sacuden la provincia iraní de Hormozgán dejando 2 muertos y 100 heridos.
- 19 de noviembre:
  - Eclipse lunar, visible principalmente en Norteamérica, Sudamérica, el Océano Pacífico y partes de África, Europa y Asia. Se trató del eclipse lunar más largo del Siglo XXI y en casi 600 años.[237]
  - En Europa miles de personas asociadas a grupos anarquistas causan disturbios en varias ciudades de Alemania, Francia, Austria, Polonia y Rusia contra la aplicación de vacunas y nuevas restricciones por la quinta ola de nuevos contagios de COVID-19 en el continente.[238]
  - Nicaragua anuncia su retiro de la OEA, por desconocimiento a las elecciones hechas el 7 de noviembre.
- 20 de noviembre:
  - En Caracas, el Sistema Nacional de Orquestas y Coros Juveniles e Infantiles de Venezuela logra el Récord Guinness al reunir a 12.000 músicos de distintos núcleos del país, para interpretar la Marcha eslava de Piotr Ilich Chaikovski, obteniendo así el título de la orquesta más grande del mundo.
- 21 de noviembre: En Chile se realizan las elecciones generales, donde dos principales candidatos son llevados al balotaje.
- 22 de noviembre: en Colombia, el estilista y maquillador Mauricio Leal es encontrado muerto junto a su madre en su casa en la vía La Calera
- 24 de noviembre: En Botsuana se detecta una nueva variante de Covid-19 catalogada como variante de preocupación y denominada B.1.1.529; expertos sudafricanos y británicos concluyeron que es una variante nunca antes vista ya que el número de mutaciones es elevado por lo que se teme un cambio drástico en el comportamiento viral, y que sea perjudicial para la inmunidad que las vacunas proporcionan.
- 26 de noviembre:
  - La OMS sostiene una reunión de emergencia en atención a la aparición de la nueva variante del Covid-19, se concluyó que sería considerada variante de preocupación y recibió el nombre de Omicron de acuerdo con la nomenclatura para variantes de interés y preocupación, esto tras descubrir casos en Israel, Hong Kong y Bélgica al igual sobre una especulación sobre la velocidad de transmisión, después del anuncio los mercados mundiales se vieron afectados fuertemente y provocando alarma mundial y alertas sanitarias.

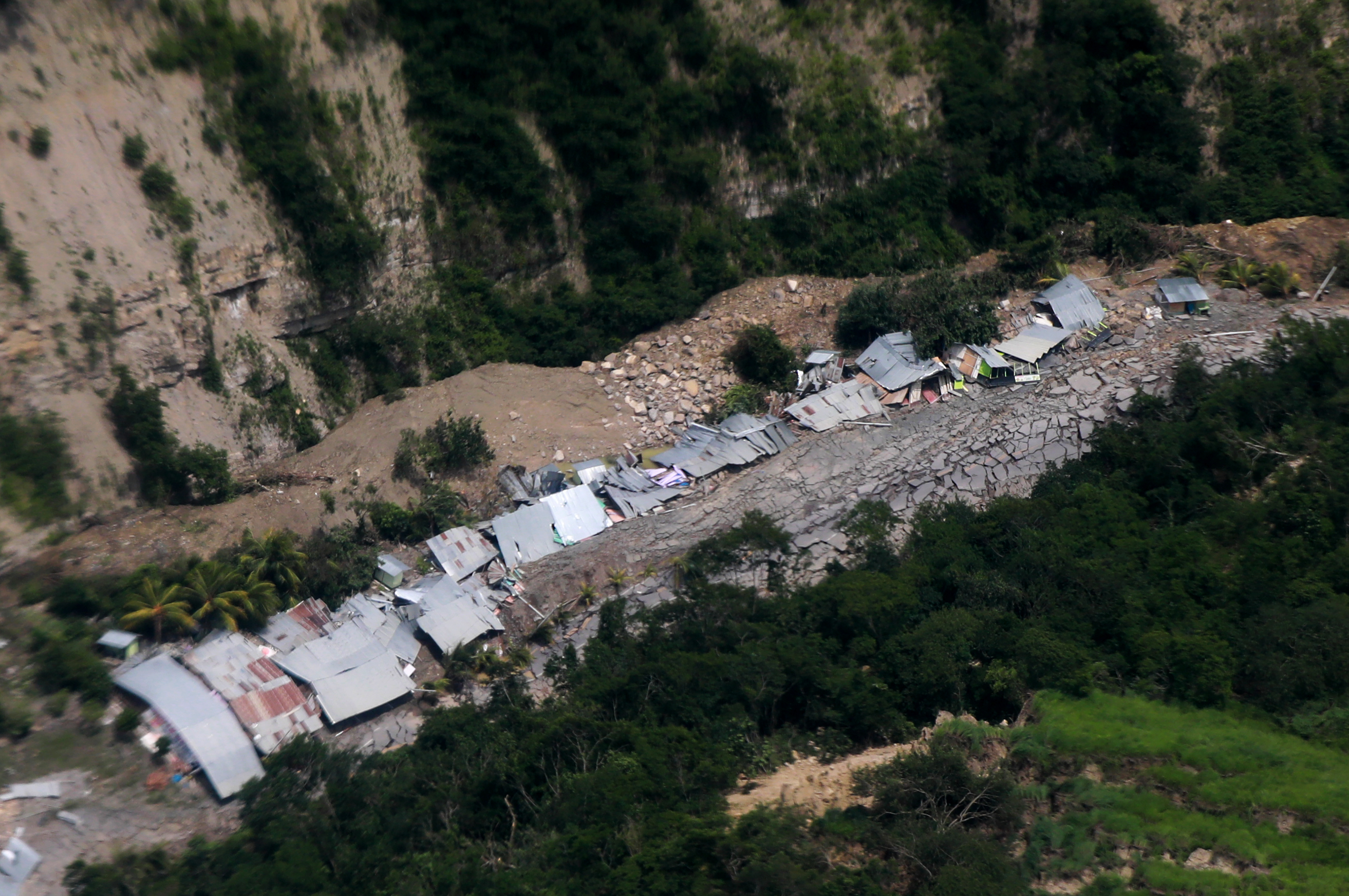
Un poblado es destruido tras el terremoto.

- 27 de noviembre: El gobierno de Iván Duque extiende la emergencia sanitaria en Colombia hasta el 28 de febrero de 2022.
- 28 de noviembre:
  - Se registra un fuerte terremoto de 7,5 con epicentro en Barranca, Perú, dentro del departamento de Loreto, a las 05:52 horas (UTC-5), se reportan daños en edificios, así como 13 fallecidos y 136 heridos.[239]
  - En Honduras se celebraron elecciones generales, donde resultó electa Xiomara Castro, convirtiéndose en la primera mujer en ganar la presidencia de la república y la persona más votada en ganar dicho puesto, lo que puso fin a 12 años de gobiernos del Partido Nacional.
  - Fallece el expiloto y empresario británico Frank Williams.
- 30 de noviembre: Barbados se declara una república parlamentaria, abandonando el sistema de Monarquía constitucional parlamentaria que rigió el país |caribeño con la reina Isabel II como jefa de Estado y la Gobernadora General como su representante en la isla.[240]

### Diciembre

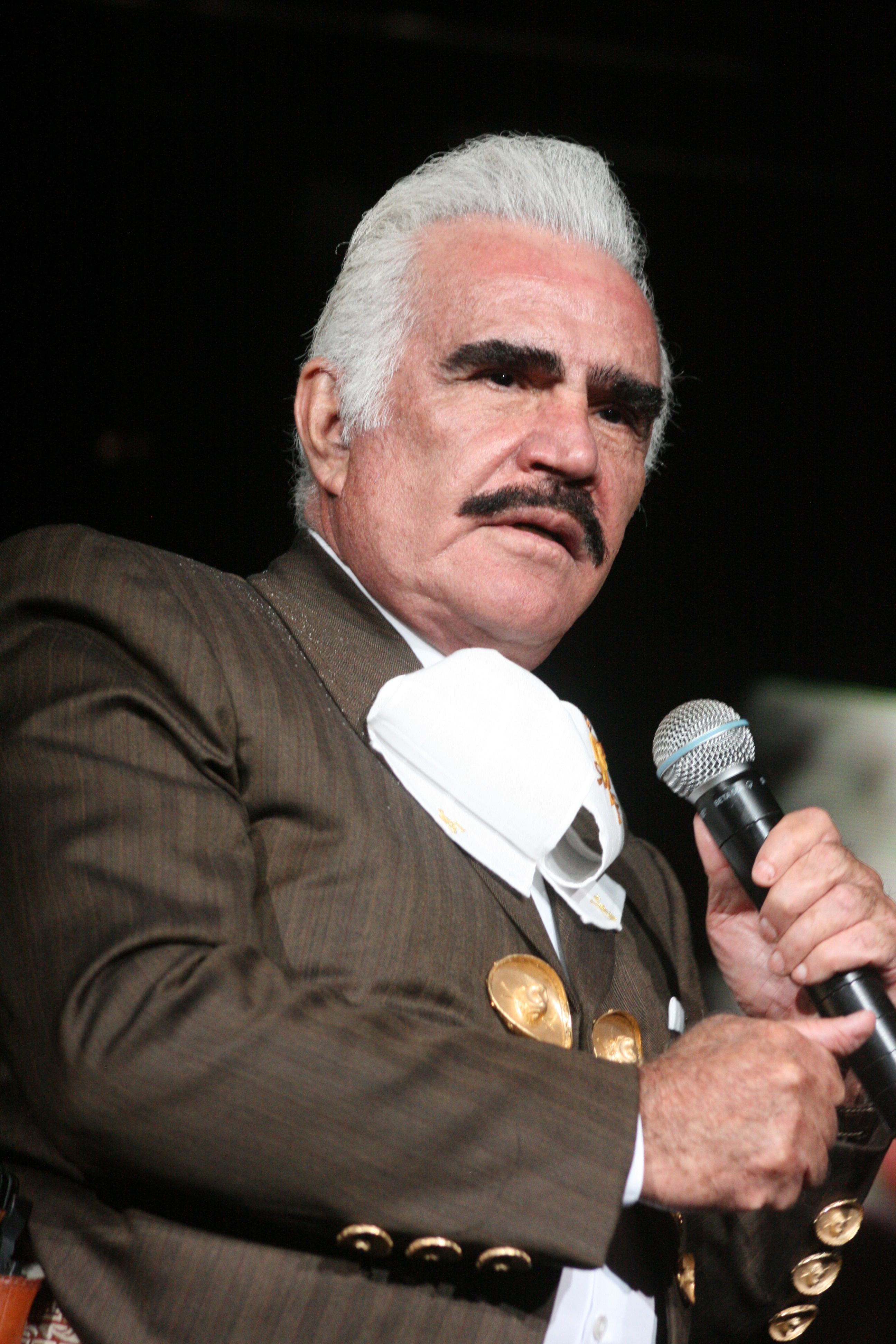
A Vicente Fernández se le detecto el Síndrome de Guillain-Barré durante su convalecencia.

- 1 de diciembre: Boomerang cesa sus emisiones en Latinoamérica después de 20 años y 5 meses de emisión y es reemplazado por Cartoonito.
- 4 de diciembre: En la Antártida es visible un eclipse solar total.[241]
- 5 de diciembre: En el Estado de Apure (Venezuela) son abatidos en emboscada los guerrilleros colombianos Hernán Darío Velásquez, alias 'El Paisa' y Henry Castellanos, alias 'Romaña'.
- 6 de diciembre: Estados Unidos anuncia un boicot diplomático en los Juegos Olímpicos de Pekín 2022 en respuesta a registros de violaciones de derechos humanos. Canadá, Japón, Australia y otros países europeos luego se unirían al boicot.
- 9 de diciembre:
  - Fallece la actriz y política mexicana Carmen Salinas a los 82 años a causa de un derrame cerebral por hipertensión.[242]
  - Se registra en la carretera Panamericana, en un tramo entre Chiapa de Corzo y Tuxtla Gutiérrez, Chiapas, México, la volcadura de un camión con migrantes centroamericanos dejando un saldo de 55 personas muertas y 105 heridos.[243]
- 10-11 de diciembre: Una ola de tornados golpea el sur y el centro-oeste de los EE. UU., causando un saldo de, al menos, 88 fallecidos.
- 12 de diciembre:
  - Fallece el cantante y actor mexicano Vicente Fernández a los 81 años a causa de una neumonía, tras haber sufrido una caída en su rancho en agosto pasado.[244]
  - Tras 70 años sin títulos, el equipo de fútbol Atlas, se corona campeón del fútbol mexicano Grita México 2021, tras vencer al Club León en tanda de penales. Con este título el equipo rompe con la peor sequía del fútbol mexicano y una de las peores del fútbol mundial.[245]
  - Max Verstappen se convierte en el campeón del Campeonato Mundial de la Fórmula 1, tras un cardíaco cierre ante Lewis Hamilton en la última vuelta del Gran Premio de Abu Dabi. Es su primer título y además junto al equipo Red Bull Racing, rompe con la hegemonía de Mercedes-Benz luego de 7 años.[246]
  - Se realizó la 70° edición del certamen Miss Universo en Eilat, Israel donde Harnaaz Kaur Sandhu se convierte en la tercera representante de la India en coronarse después de 21 años.[247]
  - Se realizó el Referéndum de independencia de Nueva Caledonia de 2021, donde un 96% eligió la permanencia de Nueva Caledonia en Francia.
- 13 de diciembre: 
  - Un camión cisterna que transportaba gasolina explota en la ciudad de Cap-Haïtien, al norte de Haití. La explosión provocó, además, el incendio de varias casas. Dejó un saldo de, al menos, 75 personas muertas y un gran número de heridos; generando el colapso de los hospitales. El Gobierno decretó tres días de duelo nacional.
  - Fallece la actriz española Verónica Forqué a los 66 años.
  - Estreno de la película Spider-Man: No Way Home protagonizada por Tom Holland, Zendaya, Tobey Maguire y Andrew Garfield.
- 14 de diciembre: En Indonesia, ocurre un terremoto de magnitud 7,4 en la Isla de Flores, con una intensidad máxima de VI (fuerte), provocando daños estructurales y varios heridos. Activó una alerta de tsunami.
- 15 de diciembre: En Santo Domingo, República Dominicana, se estrella un avión ejecutivo que transportaba, entre otros pasajeros, al productor musical portorriqueño Flow La Movie y su familia, y que se dirigía hacia Estados Unidos. No se reporta sobrevivientes.
- 16 de diciembre: El tifón Rai toca tierra en Filipinas, equivalente a un huracán de categoría 5, el tifón más fuerte del año 2021 sobre dicho país, causa la muerte de 375 personas y la evacuación de 400,000 personas. Las provincias de Bohol, Guimarás y Cebú son las más afectadas.[248]
- 19 de diciembre: En Chile se realizó la segunda vuelta de las elecciones generales donde el candidato Gabriel Boric se convertirá en el próximo presidente de Chile, siendo el presidente más joven de la historia de Chile con 35 años de edad.[249]

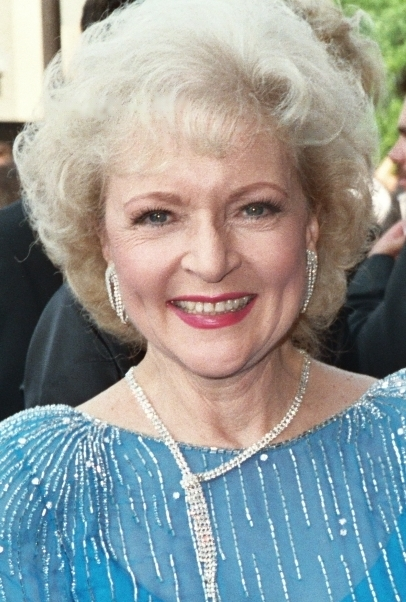
Betty White, actriz fallecida a los 99 años.

- 20 de diciembre: Un terremoto de 6,2 se siente al norte de California, Estados Unidos, sin que se reporte daños graves, heridos o víctimas mortales.[250]
- 21 de diciembre: Último día con sincronía numérica, día 21 del año 21 del siglo 21. Esto no volverá a ocurrir hasta el día 22 de enero del 2122 cuando ocurra el día 22 del año 22 del siglo 22.[251]
- 25 de diciembre: Lanzamiento del Telescopio espacial James Webb.[252]
- 26 de diciembre:
  - Ciudades como París, Berlín, Nueva Delhi, Edimburgo, Roma y Londres deciden cancelar sus celebraciones de año nuevo, Río de Janeiro, Dubái, Nueva York y Sídney deciden reducir aforos de asistencia, esto debido a temores a la variante ómicron, ya que se ha observado crecimiento de casos en todas las regiones del mundo a consecuencia de dicha cepa de la COVID-19 tras los festejos navideños abrumando las celebraciones y la esperanza de llevarlas a cabo.
  - Fallece en Sudáfrica el clérigo, defensor de los derechos LGBT y premio nobel de la paz en 1984 de origen sudafricano Desmond Tutu a los 90 años de edad a causa del cáncer de próstata.[253]
- 29 de diciembre: Ghislaine Maxwell es declarada culpable de 5 de los 6 cargos que era acusada producido de los casos de la isla de la pedofilia de su amigo Jeffrey Epstein.[254]
- 31 de diciembre: Fallece la actriz y comediante Betty White a los 99 años, pocos días antes de cumplir 100 años.

## Iglesia católica
- Año Santo Jacobeo, el tercero del siglo XXI.
- Año de San José, 150 aniversario de la declaración de san José como Patrono de la Iglesia.[255][256][257][258]

## Cine
Aun con la emergencia de la pandemia por COVID-19 se está buscando la manera en que se puedan realizar diversas funciones, por lo que, se están adoptando diversas estrategias para la hacer la presencia de dichos estrenos buscando un retorno ameno al público.
- A Quiet Place Part II
- Absolute Proof
- America: The Motion Picture
- Army of the Dead
- Bad Trip
- Black Widow
- Candyman
- Cenicienta
- Chaos Walking
- Clifford, el gran perro rojo
- CODA
- Coming 2 America
- Cruella
- Detective Chinatown 3
- Don't Breathe 2
- Don't Look Up
- Dune
- El caballero verde
- El Escuadrón Suicida
- Encanto
- Eternals
- Evangelion: 3.0+1.0 Thrice Upon a Time
- F9
- Flee
- Free Guy
- Fuimos canciones
- Ghostbusters: Afterlife
- Godzilla vs. Kong
- Halloween Kills
- Hi, Mom
- Hotel Transilvania 4: Transformanía
- House of Gucci
- In the Heights
- Judas and the Black Messiah
- Jujutsu Kaisen 0
- Jungle Cruise
- Kate
- King Richard
- La calle del terror (Parte 1): 1994
- La calle del terror (Parte 2): 1978
- La calle del terror (Parte 3): 1666
- La mujer en la ventana
- Last Night in Soho
- Luca
- Madres paralelas
- Malcolm & Marie
- Malignant
- Mortal Kombat
- Mortal Kombat Leyendas: La batalla de los reinos
- Moxie
- My Hero Academia: World Heroes Mission
- My Name Is Pauli Murray
- My Little Pony: A New Generation
- Sin tiempo para morir
- Nobody
- Old
- Once Upon a Time in Staten Island
- PAW Patrol: The Movie
- Peter Rabbit 2: The Runaway
- Pretty Guardian Sailor Moon Eternal
- Raya and the last dragon
- Resident Evil
- Shang-Chi y la leyenda de los Diez Anillos
- Sing 2
- Snake Eyes
- Space Jam: A New Legacy
- Spider-Man: No Way Home
- Spiral: From The Book of Saw
- Sword Art Online Progressive: Aria of a Starless Night
- The Boss Baby: Family Business
- The Conjuring: The Devil Made Me Do It
- The Dig
- The Forever Purge
- The French Dispatch
- The Hitman's Wife's Bodyguard
- The Loud House Movie
- The Matrix Resurrections
- The Mitchells vs. the Machines
- The Power of the Dog
- The Tomorrow War
- The Tragedy of Macbeth
- The United States vs. Billie Holiday
- The Witcher: La pesadilla del lobo
- The Worst Person in the World
- Tom & Jerry
- Trollhunters: El despertar de los titanes
- Un rescate de huevitos
- Val
- Venom: Let There Be Carnage
- Vidas de papel
- Vivo
- Wish Dragon
- Zack Snyder's Justice League
- Ron da error

## Deportes
Todavía con la emergencia que el mundo vive por la Pandemia por COVID-19 y de cómo sería el golpe de la segunda o tercera ola, algunos organismos deportivos todavía están discutiendo cómo será la manera de desarrollar los diferentes eventos deportivos al iniciar el 2021, de como podrán volver los aficionados a los escenarios deportivos de manera segura sin correr riesgos, por lo cual se están adoptando algunas estrategias para salvaguardar la salud y por ende hacer más placentera la presencia de los diferentes actores en el mismo.
- 15 de enero: en Arabia Saudita, se disputó el Rally Dakar de 2021, ganado por los pilotos; el francés Stephane Peterhansel en coche, los argentinos Kevin Benavides y Manuel Andújar en motos y cuatrimoto, respectivamente, el ruso Dmitry Sotnikov en camión, el chileno Francisco López en SSV y en clásicos, el francés Marc Douton.
- 7 de febrero: en Tampa: se celebró el Super Bowl LV, ganado por los Tampa Bay Buccaneers a los Kansas City Chiefs por 31-9.
- 22 de febrero a 7 de marzo: el LIV Campeonato Mundial de Esquí Nórdico se celebró en la localidad de Oberstdorf (Alemania).
- 23 de julio-8 de agosto: se celebraron los Juegos Olímpicos de 2020 en Tokio.
- 24 de agosto-5 de septiembre: se celebraron los Juegos Paralímpicos de 2020 en Tokio.

### Atletismo
- 4-7 de marzo: Campeonato Europeo de Atletismo en Pista Cubierta en Toruń, Polonia
- 29-30 de mayo: Campeonato Europeo de Atletismo por Equipos en Chorzów, Polonia.

### Fútbol
- 23 de enero: en Córdoba: se celebró la Final de la Copa Sudamericana 2020.Donde Defensa y Justicia le ganaría 3-0 a Lanús
- 30 de enero: en Río de Janeiro: se celebró la Final de la Copa Libertadores 2020. Donde ganaría Palmeiras ganaría 1-0 a Santos FC
- 11 de febrero: en Catar, se llevó a cabo la final del Copa Mundial de Clubes de la FIFA 2020, ganada por el FC Bayern Múnich de Alemania en la final al Tigres de la UANL de México por 1-0 y su unión al FC Barcelona, como los únicos conjuntos en el mundo en haber logrado el Sextete.
- 29 de mayo: en Oporto se disputó la final de la UEFA Champions League. Chelsea consiguió su segundo título al vencer a Manchester City por 1-0.
- 30 de mayo: Cruz Azul consiguió su noveno título después de 23 años y medio al vencer al Santos Laguna por 2-1 global en el Estadio Azteca.
- Eurocopa 2020,[259] ganada por la Selección de fútbol de Italia a la Selección de fútbol de Inglaterra en penales en el Estadio de Wembley, lo que significó la segunda copa continental en su historia, tras la ganada en 1968.
- Copa América 2021 en Brasil,[260] ganada por la Selección de fútbol de Argentina en el Maracaná a la Selección de fútbol de Brasil por 1-0 con gol de Ángel Di María.
- Copa de Oro de la Concacaf 2021, ganada por la Selección de fútbol de los Estados Unidos a su par, la Selección de fútbol de México por 1-0 con gol de Miles Robinson, en la final.

### Lucha libre profesional
- 4 y 5 de enero: en Bunkyō, Tokio, Japón, tuvo lugar el evento de lucha libre de la New Japan Pro-Wrestling Wrestle Kingdom 15.
- 10 y 11 de abril: en Tampa, Florida, Estados Unidos, tuvo lugar el evento principal de la WWE WrestleMania 37.
- 14 de agosto: en la Ciudad de México, México, se llevó a cabo el evento de lucha libre de la AAA, Triplemanía XXIX.

### Tenis
- Abierto de Australia 2021, desarrollado entre el domingo 7 de febrero del domingo 21 de febrero, ganado por Novak Djokovic a Daniil Medvédev en hombres por 7-5 y doble 6-2 y Naomi Osaka a Jennifer Brady en mujeres por 6-4,6-3.
- Torneo de Roland Garros 2021: desarrollado entre el 17 de mayo al 6 de junio, ganado por Novak Djokovic a Stéfanos Tsitsipás por 6-7(8), 2-6, 6-3, 6-2, 6-4 en hombres y Barbora Krejčíková a Anastasía Pavliuchénkova por 6-1, 2-6, 6-4 en mujeres.
- Campeonato de Wimbledon 2021: desarrollado entre el 28 de junio al 11 de julio, ganado por Novak Djokovic a Matteo Berrettini por 6-7(7), doble 6-4 y 6-3 en hombres y Ashleigh Barty a Karolína Plíšková por 6-3, 6-7(7) y 6-3 en mujeres.
- Abierto de Estados Unidos 2021: desarrollado entre el 30 de agosto al 12 de septiembre ganado por Daniil Medvédev a Novak Djokovic por triple 6-4 en hombres y por Emma Raducanu a Leylah Fernandez por 6-4 y 6-3 en mujeres, en el cual en este torneo Djokovic ya no podía optar por el Grand Slam y ni siquiera por el Golden Grand Slam, hecho solo logrado por Steffi Graf y en la final de mujeres, llegaban 2 jóvenes promesas del tenis mundial debutantes desde 1999, cuando Serena Williams derrotaba a Martina Hingis por 6-3, 7-6(4) en la final.
- La Copa Billie Jean King 2020-21, llevada a cabo en Praga, Chequia, ganada por el Equipo de Billie Jean King Cup de Rusia al Equipo de Fed Cup de Suiza por 2-0.[261]

## Videojuegos
- Ratchet & Clank: Una dimensión aparte
- Se presentan el contenido descargable de Super Smash Bros. Ultimate Pyra y Mythra de Xenoblade Chronicles 2, Kazuya Mishima de Tekken (serie) y Sora (Kingdom Hearts)